# Ostheim (Köln)

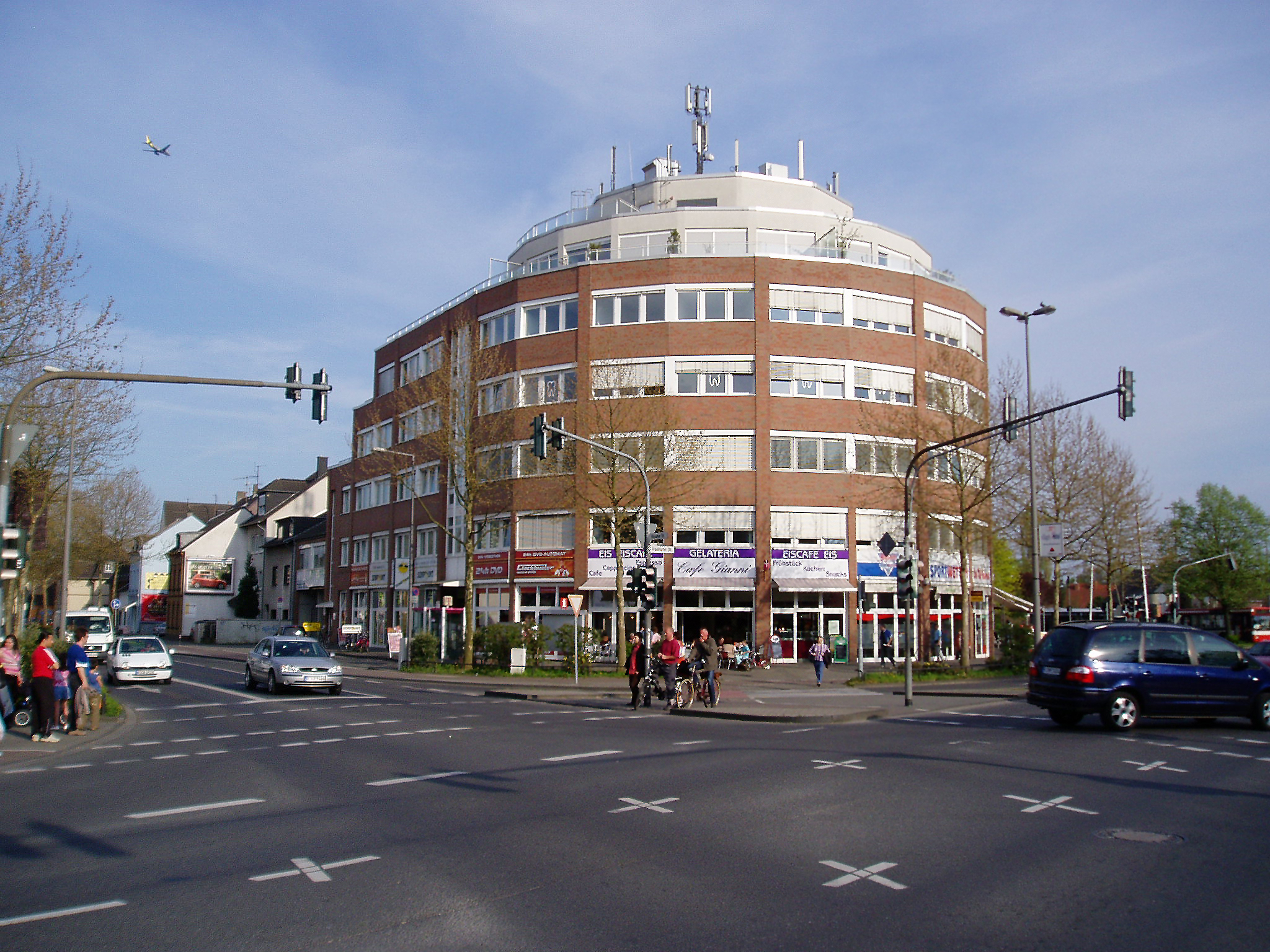
Ortszentrum Ostheims – das so genannte „Rundhaus“ (2007)

Ostheim (kölsch: Uustem oder Ossheim) ist ein östlicher Stadtteil von Köln im rechtsrheinischen Stadtbezirk Kalk. Bis zum 19. Jahrhundert war Ostheim eine kleine, landwirtschaftlich geprägte Ortschaft des Kirchspiels Merheim. Während der Industrialisierung der Städte Kalk und Mülheim am Rhein entwickelte sich Ostheim zum Wohngebiet für die Arbeiter der dortigen Fabriken. Mit der Eingemeindung der Bürgermeisterei Merheim am 1. April 1914 wurde Ostheim zum eigenständigen Stadtteil von Köln.
Durch die bombenbedingte Zerstörung der größeren Nachbarstadtteile im Zweiten Weltkrieg und die damit verbundene Wohnungsnot sowie die zunehmende Industrialisierung entstanden in Ostheim mehrere Wohnsiedlungen, so dass sich die Einwohnerzahl zwischen 1950 und 1980 mehr als verdreifachte. Insbesondere das in den 1970er-Jahren errichtete Hochhausgebiet an der Gernsheimer Straße entwickelte sich zum sozialen Brennpunkt mit erhöhtem Betreuungsbedarf. Durch Maßnahmen seitens der Behörden sowie private Initiative wird versucht, dieser Entwicklung entgegenzuwirken.

## Geographie

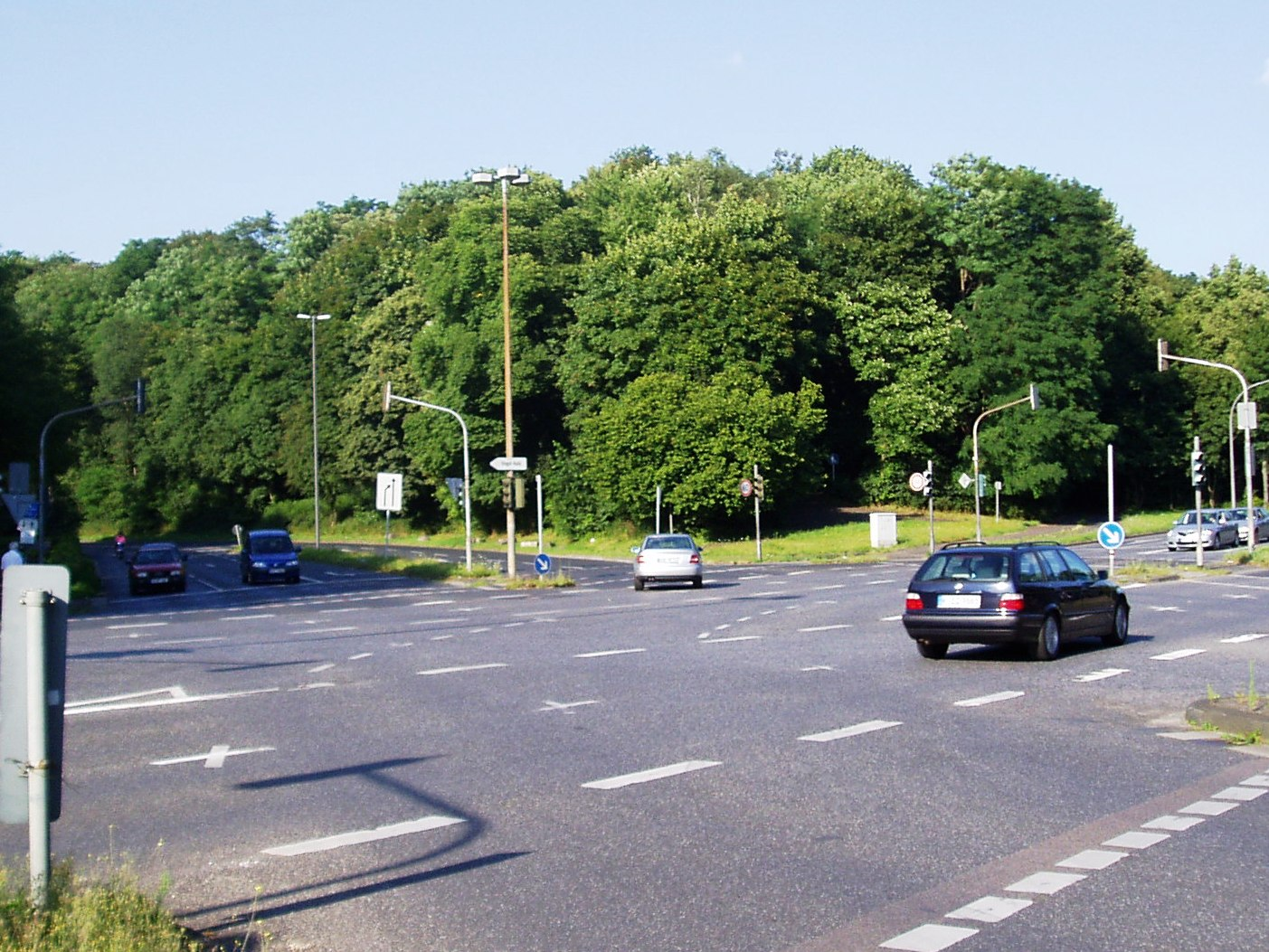
Vingster Berg (2008)

Der alte Ortskern liegt an einer heute trockenen Rinne im früher sumpfigen Gebiet der Niederterrasse des Rheins östlich eines eiszeitlichen Rheinarms. Der Boden des ehemals meist bewaldeten Gebietes ist stark löß- und lehmhaltig, die Höhe des größtenteils ebenen Ortsgebietes liegt um die 50 Meter über NN. Der geographisch höchste Punkt ist der mit Trümmern von im Zweiten Weltkrieg zerstörten Gebäuden der benachbarten Stadtteile auf 64 Meter aufgeschüttete Vingster Berg im Nordwesten des Stadtteils.
Ostheim grenzt im Osten mit den hier gemeinsam verlaufenden Bundesautobahnen 3 und 4 an die Stadtteile Neubrück und Rath/Heumar, im Süden mit der Bundesautobahn 3 an den Stadtteil Gremberghoven, mit der im Südwesten verlaufenden Bahnstrecke Köln–Siegen an den Stadtteil Humboldt/Gremberg, im Westen an Vingst und im Norden an den Stadtteil Merheim. Nur an der Kreuzung Frankfurter Straße/Vingster Ring grenzt der Ort an Höhenberg. Der Stadtteil liegt etwa 7,5 Kilometer östlich des Kölner Stadtzentrums.

## Geschichte
Im Jahre 1147 bestätigte Papst Eugen III. in einer Urkunde der Abtei Deutz ihre Besitzungen. In dieser Aufzählung wird eine Heimstätte Oestheim genannt. Der Name leitet sich vermutlich von der östlichen Lage des Ortes innerhalb dieser Besitzungen ab. Eine weitere Theorie deutet auf die östliche Lage zum Maarberg und zum langen Tal, der heutigen Ostheimer Straße, als Namensgeber. Ob die Lage dieser Heimstätte mit der des Dorfes Ostheim identisch ist, kann nicht nachgewiesen werden. Bis zum Bau der Servatiuskapelle im 18. Jahrhundert sind über das Dorf nur vereinzelte schriftliche Erwähnungen in verzerrter Schreibweise bekannt. Informationen über die Struktur des Dorfes oder die Anzahl der Höfe und deren Besitzverhältnisse sind in den Schriftstücken nicht vorhanden.

### Hochmittelalter bis zur Frühen Neuzeit

Preußische Karte um 1820, Ostheim und Hardtgenbusch sind dort noch separat aufgeführt

Servatiuskapelle

Ostheim um 1880

Die Existenz des um 1850 abgerissenen Hardtgenbuscher Hofs auf südlichem Ostheimer Gebiet kann bis zum 12. Jahrhundert nachgewiesen werden. In einem von einem Mönch der Benediktinerabtei Deutz im Jahre 1164 verfassten Kodex wird berichtet, dass Rupertus Tuitensis, der zehnte Abt des Klosters, seinen Mönchen unter anderem vier Schilling von Harthekenrode vermacht hatte. Davon sollte an seinem Todestag, dem 4. März 1129, und am Feste des heiligen Laurentius, am 10. August, der Speisenplan mit Semmeln und Fisch verbessert werden. In einer Urkunde vom 13. März 1386 ist nachgewiesen, dass Harthekenrode und Hardtgenbusch zumindest der Lage nach gleichzusetzen waren. Auf Antrag des Erzbischofs Friedrich von Köln und des Herzogs Wilhelm II. von Berg wurde die genaue Grenze zwischen Kurköln und dem Herzogtum Berg beschrieben, die seit der Integration des Deutzgaus in die damalige Grafschaft Berg bestand. Sie verlief zwischen dem Stein auf dem Maar (zwischen Grevenberge (heutiges Gremberg) und Hatgenrode) und dem Stein am Hohlweg (zwischen Vinze, dem heutigen Vingst und Oysten, dem heutigen Ostheim). Der Hardtgenbuscher Hof mit dem dazugehörenden Gut Große Plantage gehörte ebenso wie die Ortschaft zum Kirchspiel Merheim im Herzogtum Berg, wurde aber erst im 19. Jahrhundert dem Dorfgebiet Ostheims zugerechnet.
Das Dorf wurde offiziell in einem Protokoll der Merheimer Pfarre vom 13. Mai 1710 erwähnt, welches zur Einsegnung der von 1707 bis 1710 erbauten Servatiuskapelle erstellt wurde:

„Aufgrund der mir, Johann Heinrich Schneidewind, von meinem hochwürdigsten und durchlauchtigstem Herrn gnädigst erteilten Erlaubnis und auf Ersuchen des hochwürdigen Herrn Gottfried Krautwigh, Pfarrer in Merheim, habe ich in einfacher Form und ohne heilige Salbung nach der Vorschrift des römischen Rituals die Kapelle eingesegnet, die nahe bei dem Dorfe Oesdorf der Merheimer Pfarre zu Ehren des heiligen Bischofs und Märtyrers Servatius auf Kosten des vorgenannten Herrn Pastors von den Fundamenten auf errichtet wurde […].“

Bei der Bezeichnung Oesdorf handelt es sich wahrscheinlich um eine Falschschreibung des Ortsnamens, denn schon im Jahre 1716 wurde der Ort in der Visitation der Besitztümer der Pfarre Merheim Ostem genannt. Dieser Name ist fast identisch mit Uustem, der heutigen mundartlichen Bezeichnung für den Ort.
Parallel zur Grenze verlief seit dem Jahre 1768 die Frankfurter Chaussee, die von vielen Kaufleuten genutzt wurde, um das Kölner Stapelrecht zu umgehen. Der alte Verlauf der Straße berührte das heutige Stadtteilgebiet nur im äußersten Süden. Durch die Randlage im Herzogtum war das Dorf nur dünn besiedelt. Der Ortskern entwickelte sich dadurch abseits der Frankfurter Chaussee im Bereich der Dorfstraße (heutige Zehnthofstraße) und des Merheimer Weges (heutige Werntgenstraße), der direkten Verbindung zum Hauptort Merheim. Die Grenze zu Kurköln wurde erst mit dem Reichsdeputationshauptschluss im Jahre 1803 während der französischen Besatzungszeit aufgehoben.

### Entwicklung zum Stadtteil
Das Dorf bestand bis ins 19. Jahrhundert aus mehreren Bauernhöfen unterschiedlicher Größe und einigen Wohnhäusern. Mit der fortschreitenden Industrialisierung der nahe gelegenen Städte Kalk und Mülheim wurde im Ort zur Jahrhundertwende vermehrt Wohnraum für die dort beschäftigten Arbeiter errichtet. Die Einwohnerzahl erhöhte sich von 342 im Jahre 1890 auf 832 im Jahre 1910. Nachdem die Servatiuskapelle an der Merheimer Straße (heute: Werntgenstraße) für die wachsende Anzahl der Gläubigen nicht mehr ausreichte, wurde 1906 in unmittelbarer Nachbarschaft die Servatiuskirche erbaut. Die alte Kapelle wurde auf Antrag des zuständigen Merheimer Pfarrers Wolters abgerissen, da sie nach Auffassung des Kirchenvorstandes keinen kunstgeschichtlichen Wert aufwies. Das Grundstück wurde an die Berggeist A.G. Brühl verkauft, die dort ein Transformatorhaus errichtete. Erst im Jahre 1912 wurde die Gemeinde St. Servatius selbständig.
Im Jahre 1904 erhielt Ostheim einen Anschluss an die Vorortbahnlinie A von Köln zum Königsforst. Um die Stromversorgung der Vorortbahn und den erwarteten erhöhten Energiebedarf der umliegenden wachsenden Orte sicherzustellen, wurde im selben Jahr durch die Stadt Köln ein Elektrizitätswerk in unmittelbarer Nähe des Haltepunktes erbaut. Trotz der steigenden Bevölkerungszahl siedelten sich im Ort nur sehr wenige Gewerbebetriebe an. In den Ziegeleien Lüngen & Co und Karl Kuhlmann, der Backofentürenfabrik Karl Höffler und dem Elektrizitätswerk waren im Jahre 1914 nur 60 Ostheimer Bürger beschäftigt, die anderen Werktätigen arbeiteten überwiegend in den benachbarten Industriestandorten Kalk und Mülheim. Rund um die Saarbrücker Straße entstand in den 1930er-Jahren mit der Saar-Siedlung das erste großflächige Bauprojekt des Stadtteils mit Ein- und Zweifamilienhäusern.

### Zeit des Nationalsozialismus
Mit der Eröffnung des Fliegerhorstes Ostheim im Juni 1937 gewann der Ort im Dritten Reich an Bedeutung. Die Flughafenanlagen erstreckten sich von Ostheim bis zum heutigen Neubrück; die Depots befanden sich im Königsforst, die Unterkünfte in Merheim. Im Fliegerhorst war das Jagdgeschwader 234 (später Jagdgeschwader 26 „Schlageter“) beheimatet und auf dem Stützpunkt hauptsächlich Flugzeuge des Typs Bf 109 stationiert. Durch den Bau der Autobahn Düsseldorf-Frankfurt (heute: BAB 3) wurde Ostheim 1936/37 zerteilt. Östlich der Autobahn lag nun der Fliegerhorst, westlich davon das Dorf Ostheim. Die Straße nach Merheim, die inzwischen "Ostmerheimer Straße" hieß, erhielt den Namen des Flugpioniers Bruno Werntgen. Auf der anderen Seite der Autobahn blieb es bei der "Ostmerheimer Straße".
Am 13. April 1945 wurde der Flugplatz Ostheim von den Amerikanern besetzt. Da der Fliegerhorst nur zirka 10 Kilometer vom Flughafen Wahn entfernt war, sahen die Alliierten keine Notwendigkeit für den Erhalt – die Flughafenanlagen wurden deshalb abgerissen. Die Kasernengebäude sind überwiegend erhalten und werden heute als Wohngebäude, Gewerbegebäude und vom Krankenhaus Merheim genutzt. Die Große Plantage war ab 1944 Standort einer der schweren Flakbatterien der Flugabwehr im Kölner Raum.

### Von 1950 bis heute

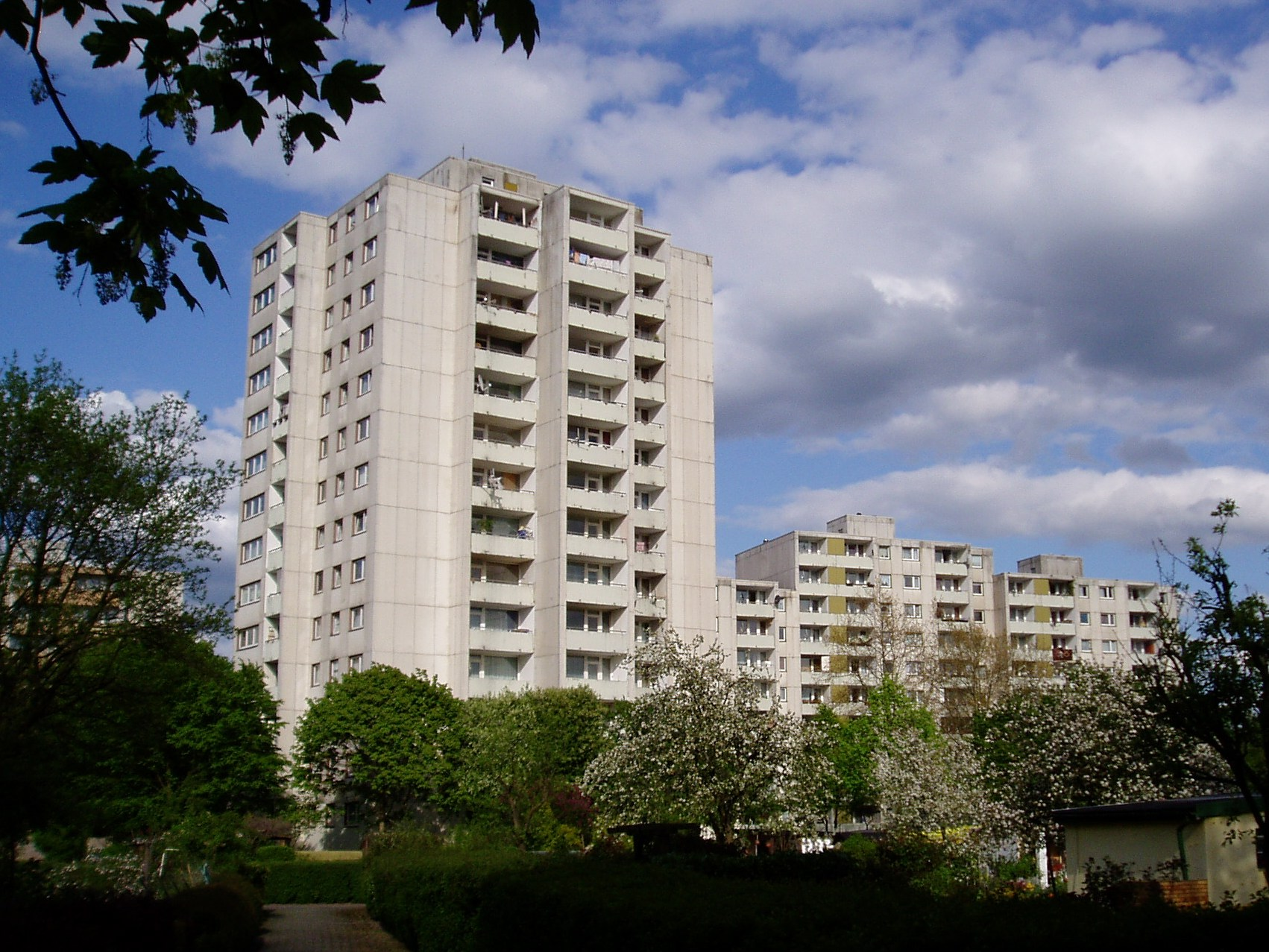
Hochhäuser an der Gernsheimer Straße

Nach dem Zweiten Weltkrieg wurde dringend neuer Wohnraum für die Beschäftigten der Industriestandorte Kalk und Mülheim benötigt. Aufgrund der großen ländlichen Freiflächen und der guten Verkehrsanbindungen entstanden in den 1950er-Jahren mit der Postsiedlung (1952/1953) und dem Badener Viertel (1956/57) zwei weitere großflächige Ein- bis Zweifamilienhaussiedlungen im südlichen Teil des Ortes. Im Norden wurde zwischen 1954 und 1958 von der Gemeinnützigen Aktiengesellschaft für Wohnungsbau die erste Siedlung des Sozialen Wohnungsbaus erbaut. Die Einwohnerzahl stieg in dieser Zeit von 3000 auf 8900. Für die evangelische Gemeinde Kalk wurde im Jahre 1953 die Auferstehungskirche erbaut, die am 21. März 1954 eingeweiht wurde. Die Kirche wurde 1957 der evangelischen Gemeinde Ostheim zugeordnet, als sie selbständig wurde. Der katholischen Gemeinde stand mit der Kirche Zu den Heiligen Engeln ab 1961 ein zweites Gotteshaus zur Verfügung.
Am Anfang der 1970er-Jahre wurde an der Gernsheimer Straße in verdichteter Hochhausbauweise ein Wohnviertel für zirka 2500 Einwohner erbaut. Durch hohe Arbeitslosigkeit und die gleichzeitige Verwahrlosung des Wohnraums entwickelte sich insbesondere dieser Straßenzug zu einem sozialen Brennpunkt. Seitens der Stadt Köln und der Kirche wird versucht, dieser Entwicklung durch Betreuungsmaßnahmen, wie beispielsweise mit dem Einsatz von Streetworkern, entgegenzuwirken.

## Bevölkerung

### Bevölkerungsstruktur und Einwohnerentwicklung

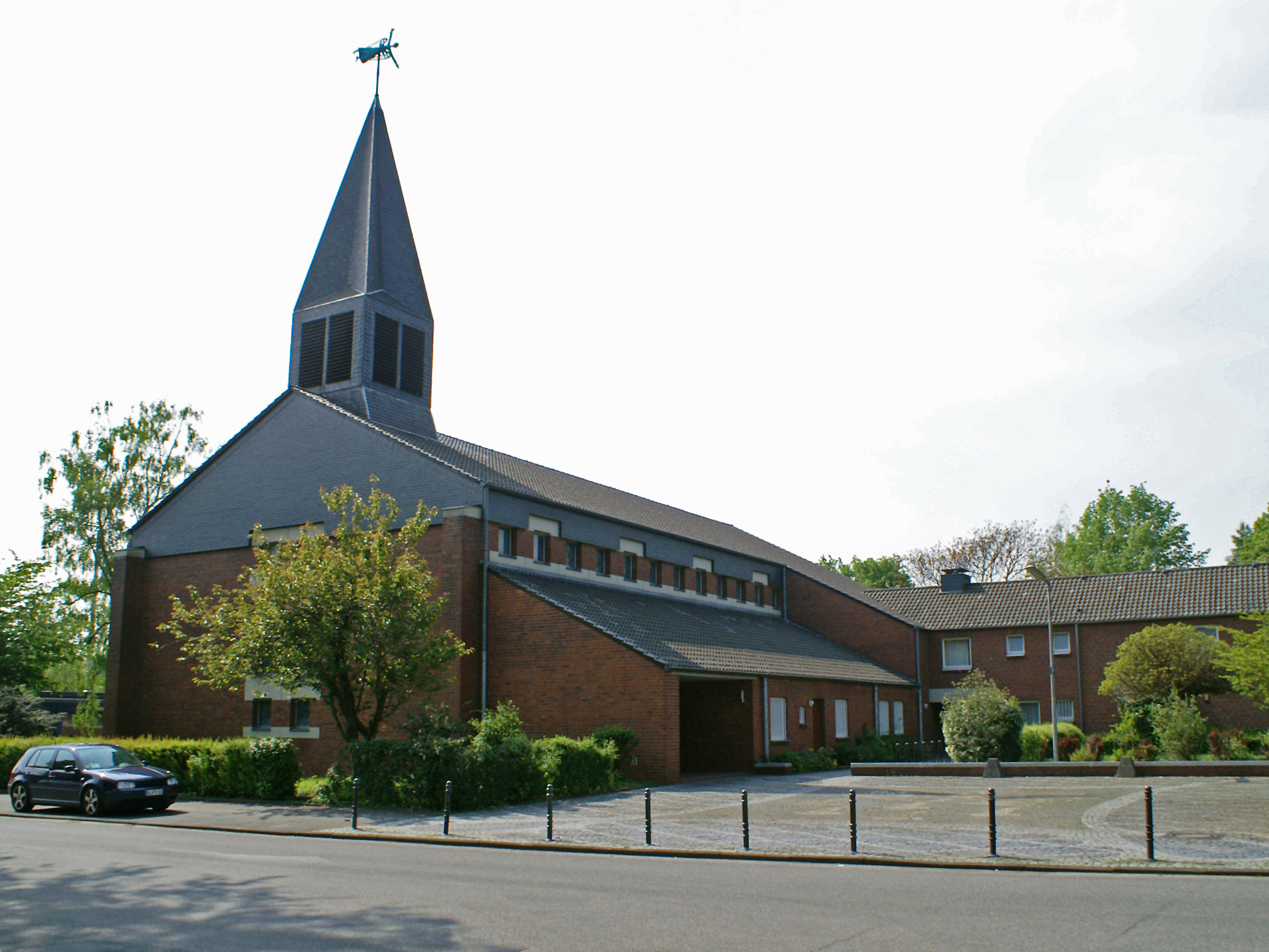
Zu den heiligen Engeln

Struktur der Bevölkerung von Köln-Ostheim (2021):
- Durchschnittsalter der Bevölkerung: 38,5 Jahre (Kölner Durchschnitt: 42,3 Jahre)
- Ausländeranteil: 31,3 % (Kölner Durchschnitt: 19,3 %)
- Arbeitslosenquote: 17,5 % (Kölner Durchschnitt: 8,6 %)

Seit dem Abschluss des Siedlungsbaus in den 1970er-Jahren stagnierte die Einwohnerzahl. Erst seit der Beendigung der Sanierungsmaßnahme der Siedlung Buchheimer Weg im Jahre 2011 und dem Zuzug der ersten Mieter im Neubaugebiet Waldbadviertel Langendahlweg ist ein Bevölkerungszuwachs zu verzeichnen. Von den 12.637 am 31. Dezember 2015 in Ostheim gemeldeten Bürgern waren 6389 weiblich und 6248 männlich, 29 Bürger hatten Ostheim als ihren Zweitwohnsitz angemeldet. Das Durchschnittsalter der Bevölkerung lag bei 38,7 Jahren. Der Anteil ausländischer Bürger stieg von 15,4 % im Jahre 1980 auf 30,3 % 2015 (Vergleich: ⌀ 18,5 % im Stadtgebiet Köln).
| 1828 | 1850 | 1890 | 1900 | 1910 | 1950 | 1960 | 1980   | 1990   | 2000   | 2005   | 2010   | 2011   | 2012   | 2013   | 2014   | 2015   |
| ---- | ---- | ---- | ---- | ---- | ---- | ---- | ------ | ------ | ------ | ------ | ------ | ------ | ------ | ------ | ------ | ------ |
| 108  | 206  | 342  | 514  | 832  | 3600 | 8900 | 11.335 | 10.815 | 10.510 | 10.833 | 10.969 | 11.183 | 11.596 | 11.689 | 12.006 | 12.637 |

### Religionen
28 % der Ostheimer Bevölkerung sind katholisch, 10,5 % evangelisch. Die übrigen Menschen sind entweder konfessionslos oder gehören anderen Religionen und Weltanschauungen an. Neben der katholischen Gemeinde St. Servatius/Zu den heiligen Engeln, der evangelischen Gemeinde Ostheim/Rath und der Gemeinde der Freien Evangeliums-Christen, war von 1969 bis zum Ende der 1990er-Jahre eine neuapostolische Gemeinde in Ostheim beheimatet – diese wurde jedoch wegen der geringen Gemeindegröße aufgelöst. Die Muslime nutzen Gebetsräume in den benachbarten Stadtteilen Vingst und Kalk.

## Politik
Kommunalpolitisch werden die Ostheimer Bürger durch die Bezirksvertretung Köln-Kalk vertreten.
Bei der Bezirksvertretungswahl am 25. Mai 2014 erhielt die SPD 36,6 %, die CDU 28,7 %, Grüne 9,1 %, pro Köln 4,6 %, Die Linke 8,4 % und die AfD 4 %. Die Wahlbeteiligung der 7055 Wahlberechtigten lag bei 36 %. Im gemeinsam mit Neubrück gebildeten Wahlbezirk 45 wurde die SPD mit 33,51 % stärkste Partei.
Bei der Ratswahl am 25. Mai 2014 erhielt die SPD 35,9 %, die CDU 29,9 %, Grüne 8,6 %, pro Köln 4,4 %, Die Linke 8,1 % und die AfD 3,8 %. Die Wahlbeteiligung der 7055 Wahlberechtigten lag bei 36 %. Im gemeinsam mit Neubrück gebildeten Wahlbezirk 45 wurde Stephan Pohl von der CDU in den Rat der Stadt Köln gewählt.
Zur Bundestagswahl am 22. September 2013 erhielt die SPD 33,9 % der Zweitstimmen, die CDU 33,5 %, Grüne 8,1 %, Die Linke 9,2 %, FDP 4,3 % und die AfD 4,2 %. Martin Dörmann, der direkt in den Bundestag gewählte SPD-Kandidat des Kölner Wahlkreises 1, erhielt in Ostheim 39,9 %. Die Wahlbeteiligung der 6214 Wahlberechtigten lag bei 58,58 %.
Bei der Landtagswahl am 13. Mai 2012 erhielt die SPD 39 % der Zweitstimmen, die CDU 22,6 %, Grüne 11 %, Piratenpartei 9,1 %, FDP 7,2 % und Die Linke 5,9 %. Stephan Gatter, der direkt in den Landtag gewählte SPD-Kandidat des Landtagswahlkreises 18 Köln VI, erhielt in Ostheim 43,5 %.
Seit der Bundestagswahl 2021 ist die SPD-Politikerin Sanae Abdi direkt gewählte Abgeordnete für den Wahlkreis Köln I und somit auch für Ostheim. Abdi kandidierte auch bei der Bundestagswahl 2025 wieder in Ostheim und konnte ihr Direktmandat verteidigen. Ihr Parteikollege Dr. Gerrit Krupp vertritt seit der Kommunalwahl 2020 Ostheim im Kölner Stadtrat.
Ein weiterer politischer Akteur Kölns, der ehemalige Vorsitzende der Kölner Jusos und DGB-Jugend, Sercan Bars kommt aus Ostheim.

## Wohnverhältnisse und Bebauung

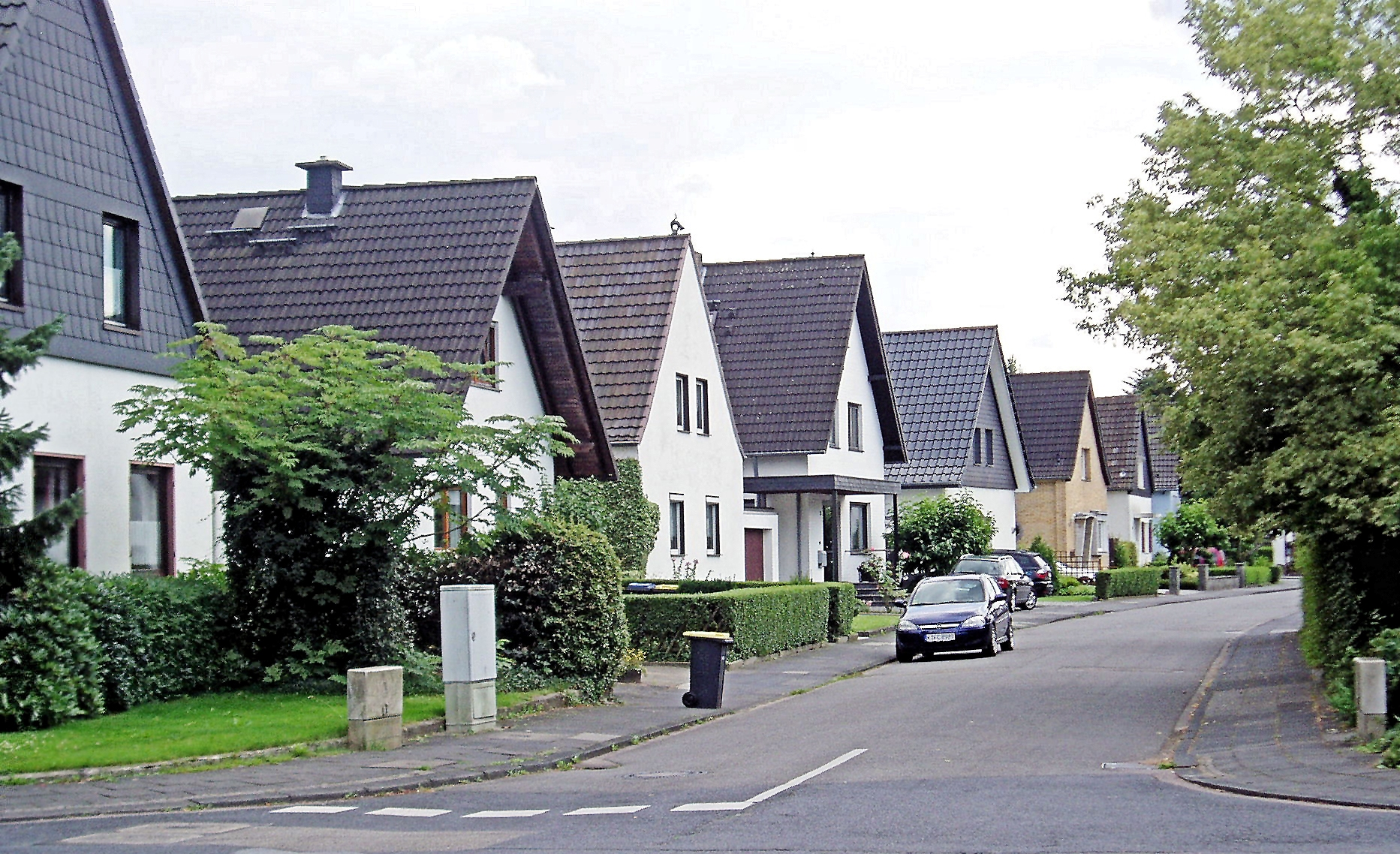
Häuser im Badener Viertel

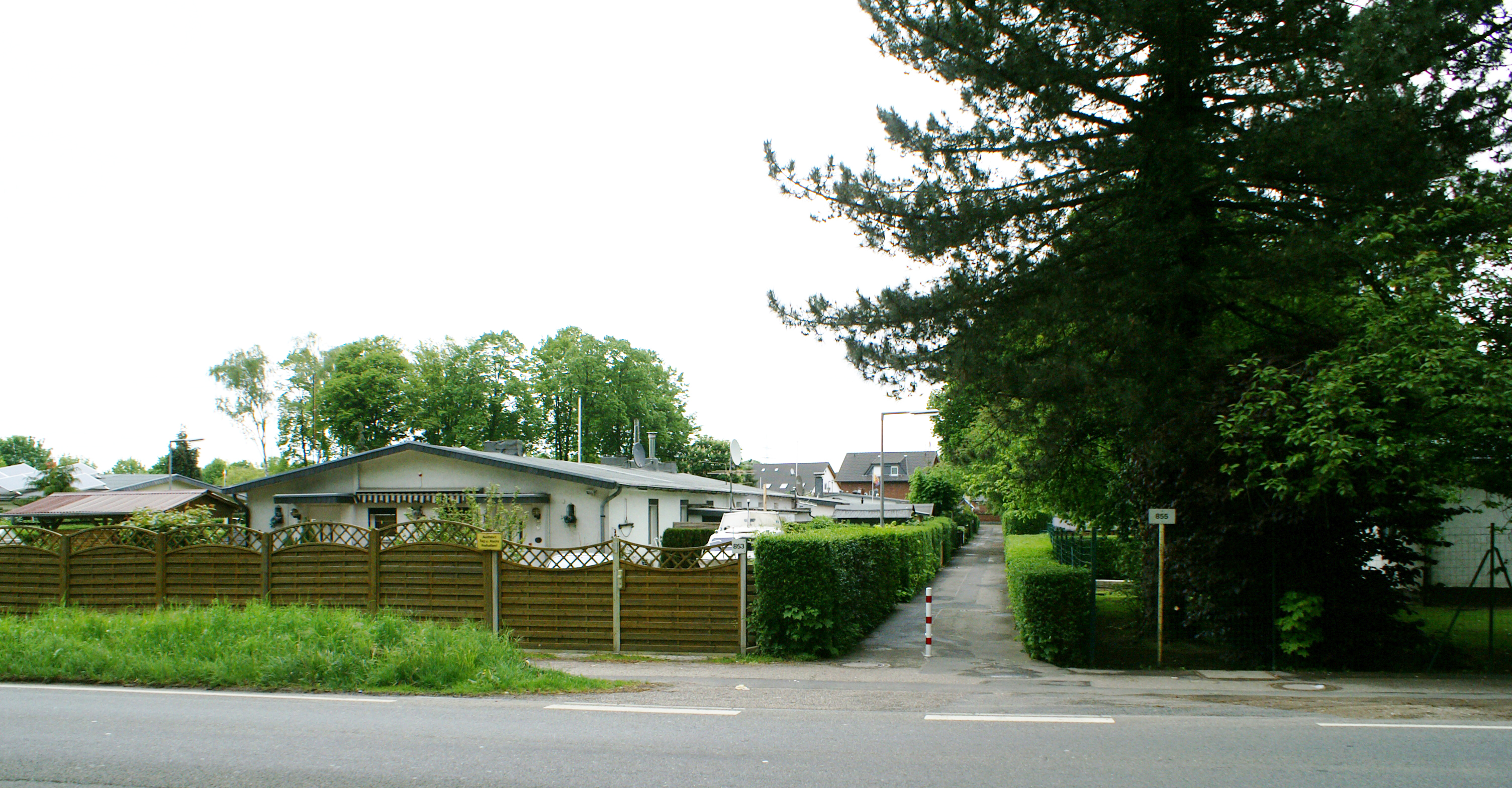
Humboldtsiedlung

Die Größe der 5513 in Ostheim vorhandenen Wohnungen, von denen 29,6 % öffentlich gefördert wurden, lag bei durchschnittlich 73,2 Quadratmetern. Im Jahre 2014 wurden in der Statistik des Amtes für Stadtentwicklung 1002 Ein- und Zweifamilienhäuser und 487 Mehrfamilienhäuser aufgeführt. Die durchschnittliche Wohnfläche je Bürger lag bei 33,6 Quadratmetern. Rund 35,4 % des Stadtteilgebietes sind im Flächennutzungsplan als Wohnbaufläche ausgewiesen, 56 % als Grünfläche, 4 % als Gewerbefläche, 4 % als Gemeinbedarfsfläche und 0,5 % als Wasserfläche.
Neben einer vorwiegenden Mischbebauung mit unterschiedlichen Ein- und Mehrfamilienhäusern zwischen dem alten Ortskern an der Zehnthofstraße und der Rösrather Straße entstanden auf den anderen als Wohnfläche ausgewiesenen Gebieten des Stadtteils nach dem Zweiten Weltkrieg mehrere Wohnsiedlungen. Im Süden des Ortes bauten private Investoren meistenteils Ein- und kleinere Mehrfamilienhäuser, im Norden errichteten Wohnungsbaugesellschaften vorwiegend mehrgeschossige Mietshäuser.

### Saarsiedlung, Badener Viertel und Bergstraßen-Viertel
Die Anfang der 1930er-Jahre rund um die Saarbrücker Straße erbaute Ein- und Zweifamilienhaussiedlung war das erste einheitlich strukturierte Wohngebiet des Stadtteils. Der Bau der Siedlung war erforderlich, da für die besser verdienenden Angestellten der Fabriken in den benachbarten Industriestandorten vor Ort nicht genügend Baugrund für höherwertigen Wohnraum vorhanden war. Ab den 1950er-Jahren wurde der Bau dieser Wohngebäudeart in den angrenzenden Gebieten mit dem Badener Viertel (1956) und dem Bergstraßenviertel (1959) fortgesetzt. Als Namensgeber für die Straßen der einzelnen Viertel dienten saarländische, badische sowie an der Bergstraße gelegene Städte.

### Humboldtsiedlung
Als Unterkunft für Zwangsarbeiter errichtete Klöckner-Humboldt-Deutz (KHD) in den frühen 1940er-Jahren im Süden des Ortes 15 Baracken in Einfachbauweise mit jeweils zirka 230 Quadratmeter Wohnfläche. Diese einzelnen Häuser wurden ab 1944 in drei gleich große Parzellen aufgeteilt, um ausgebombten Mitarbeitern des Werkes Ersatzwohnraum anzubieten. Die Stadt Köln, die später den Besitz an den einfachen Wohnhäusern von KHD übernahm, wollte die Siedlung schon seit den 1980er-Jahren aufgrund des teilweise schlechten Bauzustandes abreißen, deshalb wurden mieterfreie Gebäude nicht neu vermietet. Aufgrund der Proteste und Eigeninitiative der Bewohner der so genannten Humboldtsiedlung wurde das Vorhaben bisher nicht umgesetzt. Die beste Lösung wäre nach Ansicht der Mieter eine Eigentumsübernahme der Wohnungen durch sie selbst.

### Siedlung Buchheimer Weg

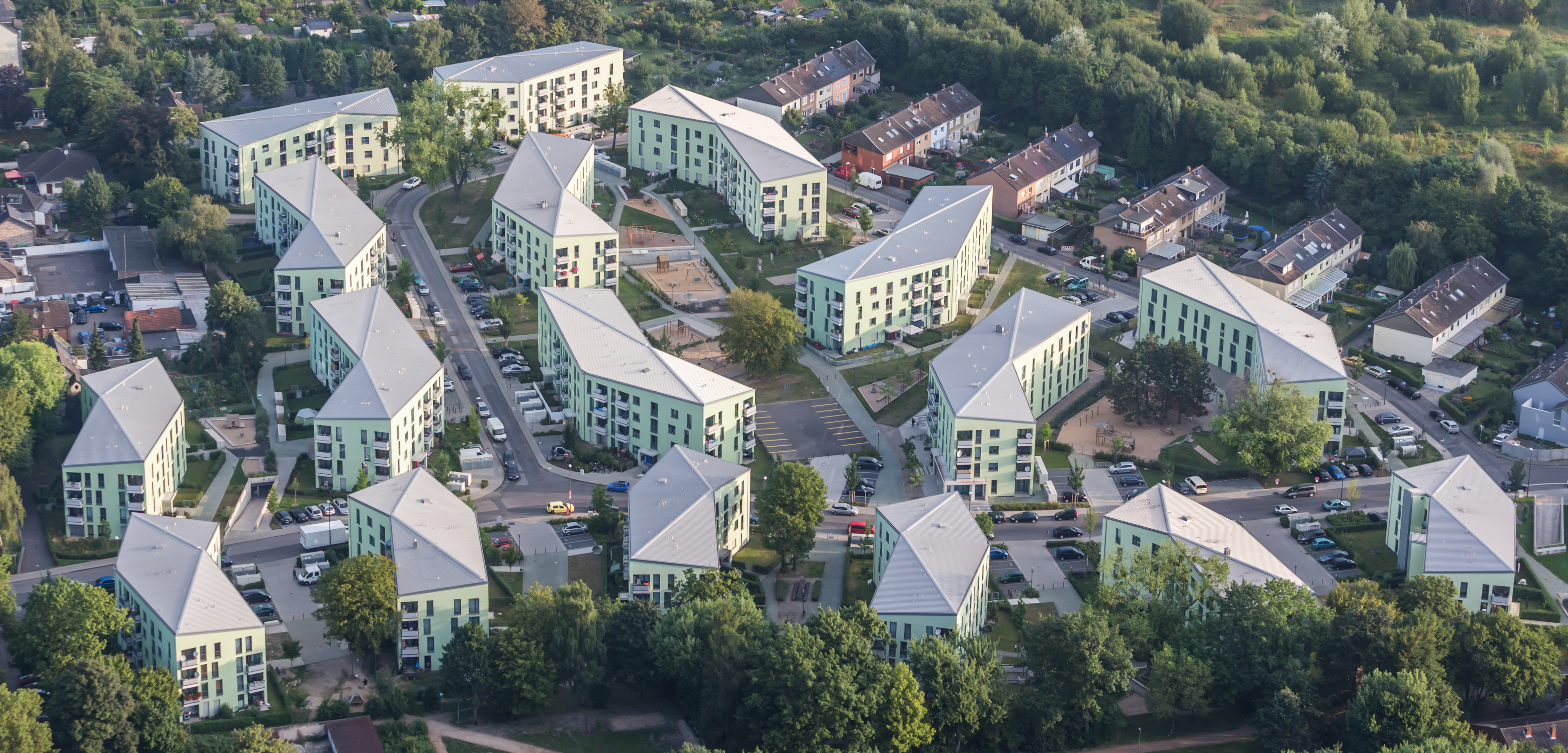
Siedlung Buchheimer Weg

Im Rahmen des so genannten Entbunkerungsprogramms baute die Gemeinnützige Aktiengesellschaft für Wohnungsbau in den Jahren 1954 bis 1958 zwischen Buchheimer Weg, Grevenstraße und Servatiusstraße ein Wohngebiet mit 1037 Wohnungen, welches aus 99 bis zu achtgeschossigen Mehrfamilienhäusern und 36 Einfamilienhäusern bestand. Der überwiegende Anteil der Wohnhäuser wurde drei- bis viergeschossig erbaut. In die Siedlung integrierte der Bauherr ein Gemeinschaftswaschhaus. Von 2002 bis 2011 wurden viele Mietshäuser umfangreich saniert, andere wurden abgerissen und durch Neubauten ersetzt. Die Einfamilienhäuser waren von Anfang an an Privatpersonen verkauft worden. Nach Abschluss der Sanierungsmaßnahme reduzierte sich die Anzahl der Mietwohnungen innerhalb der Siedlung auf 959. Die Kosten der Sanierungsmaßnahme wurden auf 102,2 Millionen Euro geschätzt.

### Siedlung Gernsheimer Straße

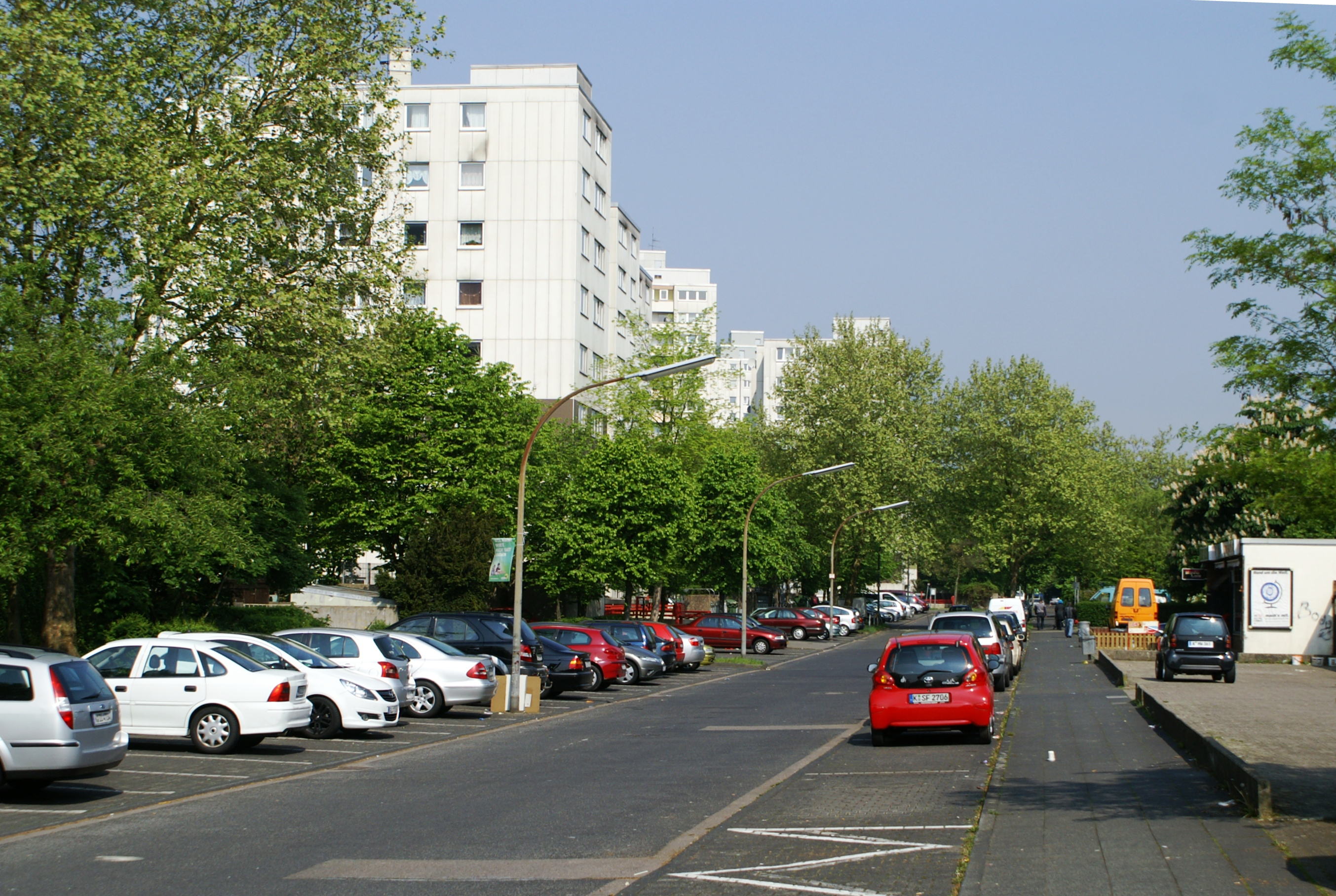
Gernsheimer Straße

Auf der Fläche eines ehemaligen preußischen Exerzierplatzes im Nordwesten des Ortes wurde Anfang der 1970er-Jahre in verdichteter Hochhausbauweise Wohnraum für 2500 Menschen geschaffen. Ein Teil der Wohnhäuser wurde mit öffentlichen Mitteln gefördert, andere wurden als Eigentumswohnungen verkauft. Die bis zu 14 Etagen hohen Wohnhäuser wurden in der Anfangszeit von der Öffentlichkeit als Musterbeispiel des modernen Sozialen Wohnungsbaus angesehen, doch schon einige Jahre später wurde die Wohnlage von einem Großteil der Bevölkerung als unattraktiv empfunden, sodass der Straßenzug allmählich verwahrloste. Im Jahre 2002 wurde die Siedlung in das Förderungsprogramm Sozialraum mit erhöhtem Erneuerungsbedarf aufgenommen. Im Jahre 2007 lebten in der Siedlung rund 2800 Menschen, von denen rund 70 % einen Migrationshintergrund aufweisen.

### Waldbadviertel Langendahlweg

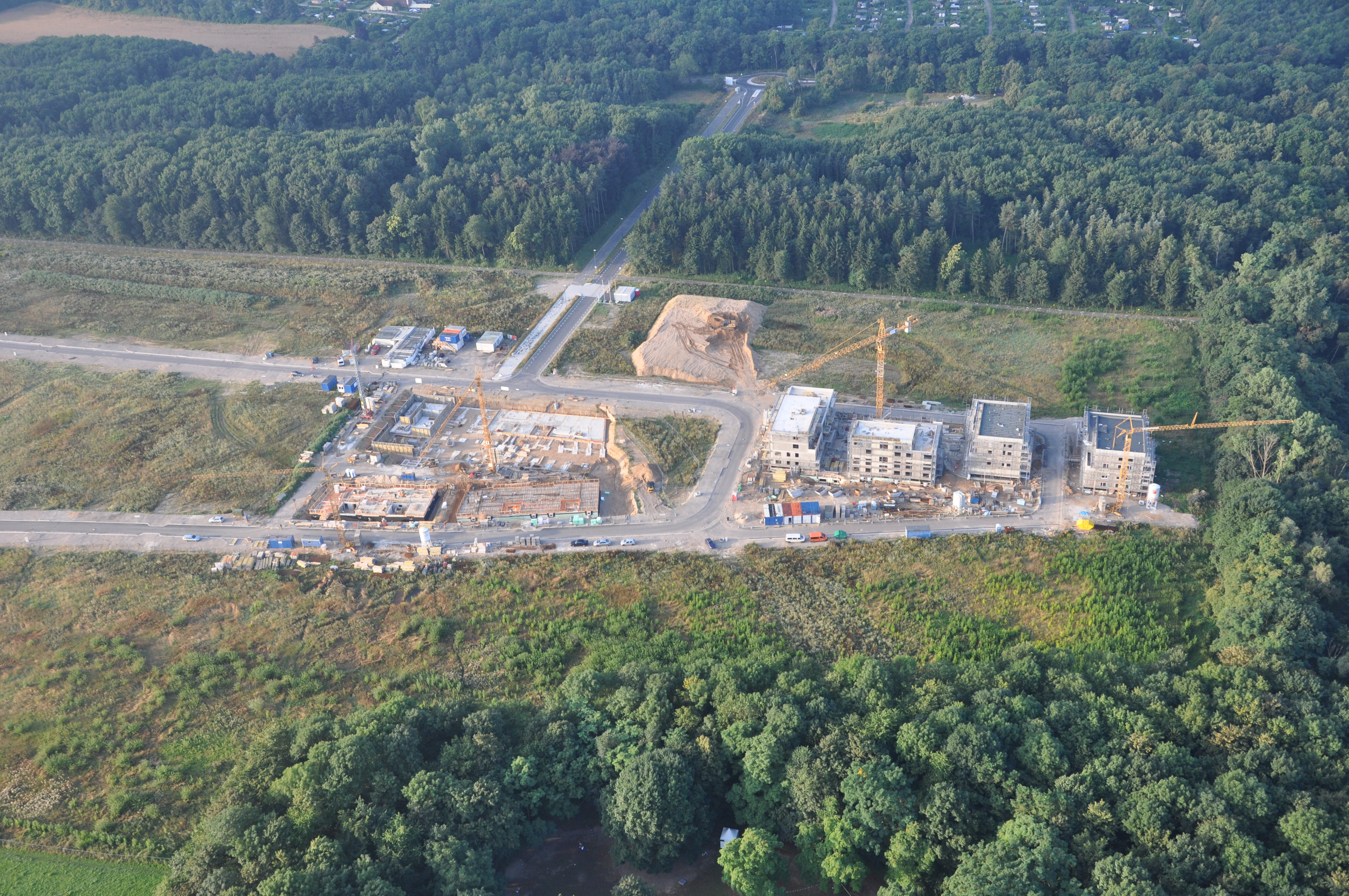
Waldbadviertel Langendahlweg –
der Millionenacker

Bereits in den 1960er Jahren pachtete die Stadt Köln im südwestlichen Stadtteilgebiet zwischen Saarsiedlung und dem Freibad Vingst eine 145.000 Quadratmeter große Ackerfläche, die sich in Besitz eines damals ansässigen Landwirts befand. Ursprünglich war die Fläche für einen Erweiterungsbau des Evangelischen Krankenhauses Kalk und ein Altenwohnheim des Kölner Clarenbachstifts vorgesehen – diese Planung wurde allerdings frühzeitig verworfen. Da für diese Brachfläche rund 16.000.000 Euro Pachtzins an den Landwirt und dessen Erben entrichtet wurden, wird das Gelände seitens der Bevölkerung „Millionenacker“ genannt.
Trotz massiver Bürgerproteste beschloss der Rat der Stadt Köln im Jahr 2008 den Bau von 640 Wohneinheiten, von denen 400 in Mehrfamilienhäusern integriert werden sollten. Die Ostheimer Bürger befürchteten, dass die technische und soziale Infrastruktur des Stadtteils keinen Zuzug von zirka 2000 Neubürgern zulassen würde. Nach mehreren Bürgeranhörungen änderte die Stadt Köln den Bebauungsplan, sodass im Herbst 2012 die Grundsteinlegung erfolgen konnte. Die ersten Mietshäuser waren im Frühjahr 2014 bezugsfähig. Bis 2018 sollen 450 Mieteinheiten, die teilweise mit öffentlichen Mitteln gefördert werden, in zumeist dreigeschossigen Wohnhäusern, sowie bis zu 240 Eigenheime entstehen. Fast alle Straßen wurden nach Frauen benannt, die einen Bezug zum ehemaligen Staat Baden hatten. Die Zufahrtsstraße zum Neubaugebiet trägt den Namen des ehemaligen Kalker Bezirksvorstehers Hans Offermann.

## Infrastruktur und Wirtschaft

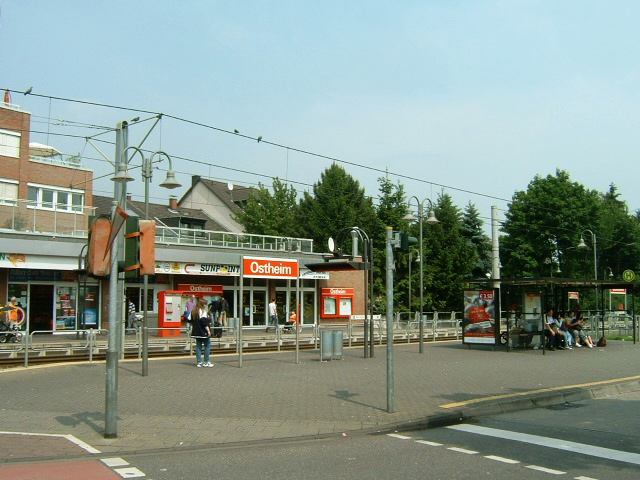
Haltestelle Ostheim

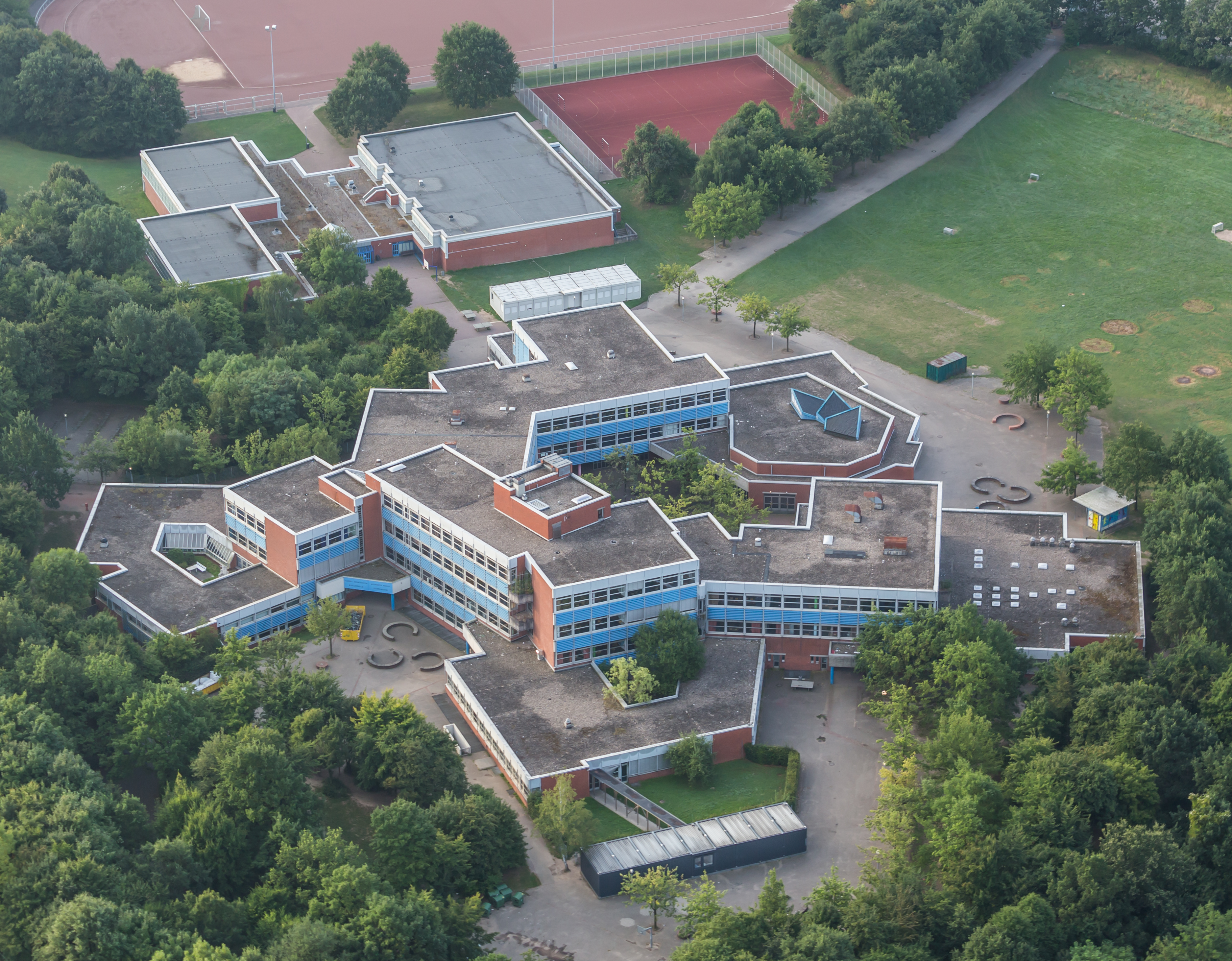
Schulzentrum Ostheim

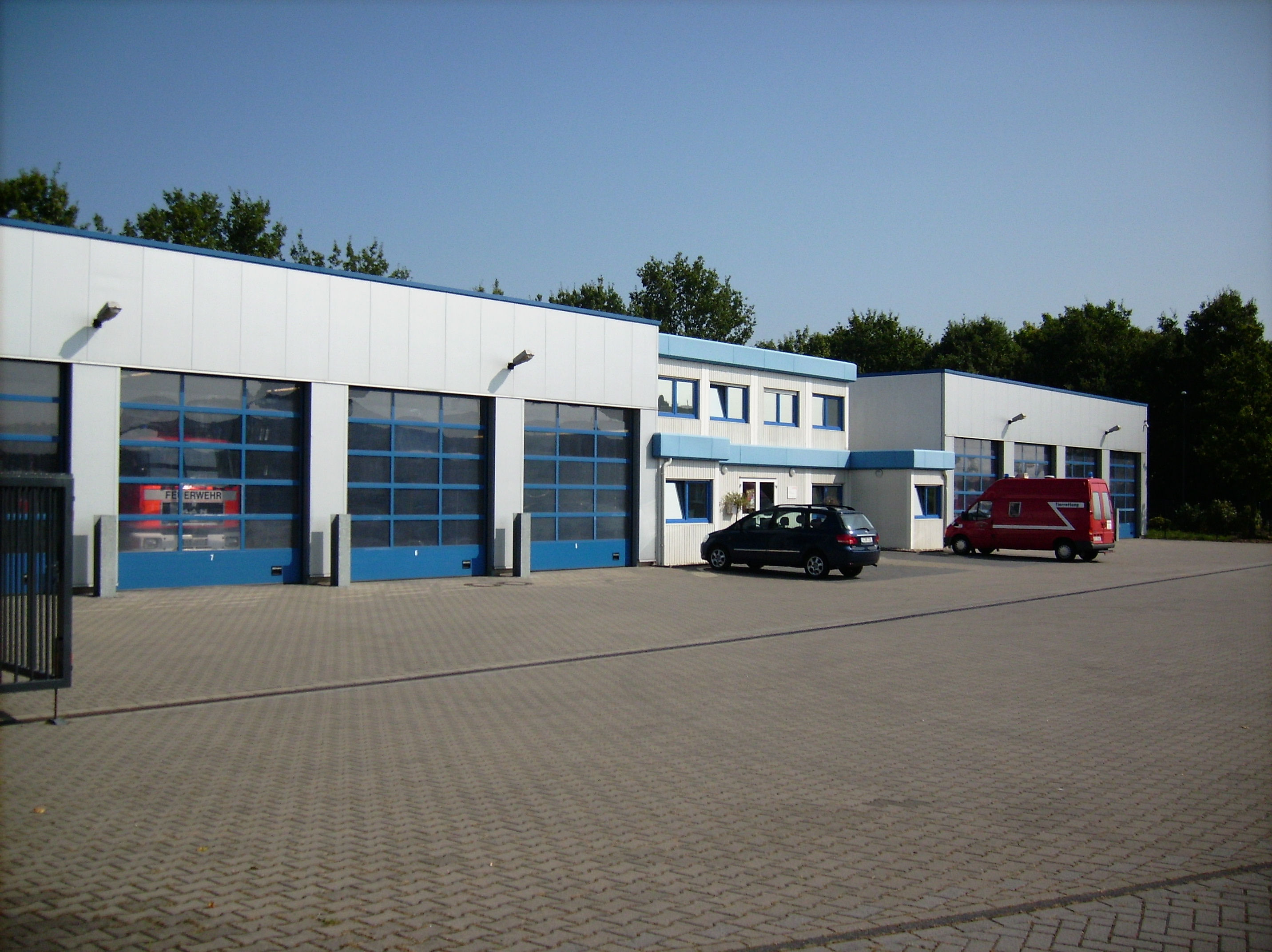
Feuerwache 8

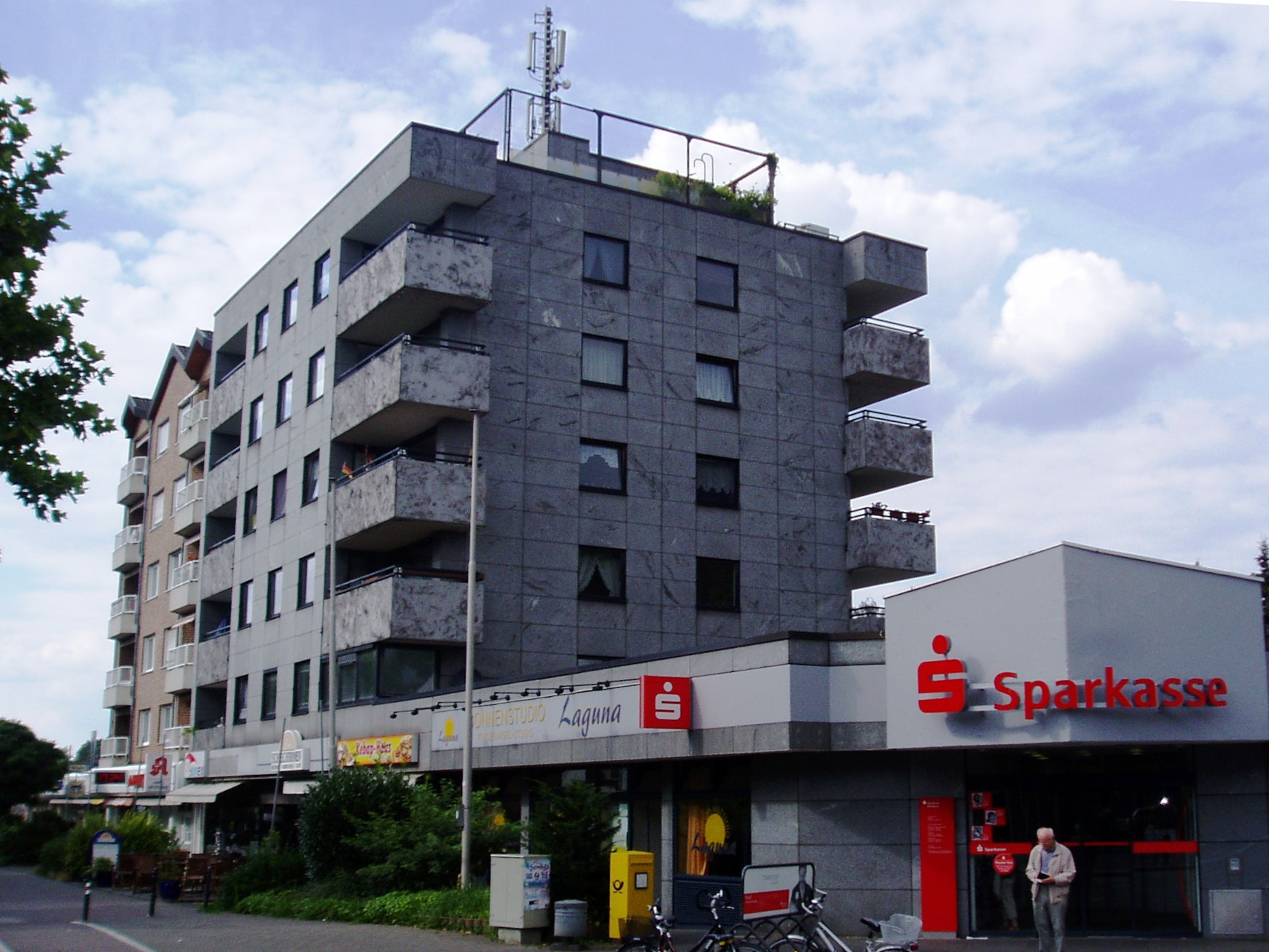
Ladenzeile an der Sparkasse KölnBonn

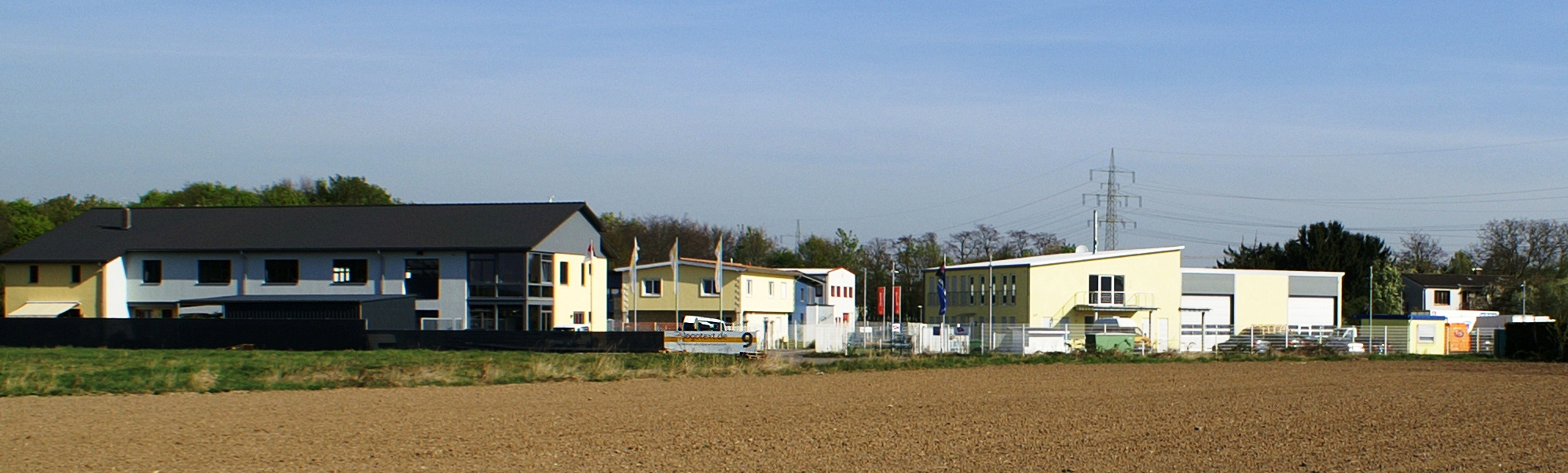
Gewerbegebiet Herkenrathweg

### Verkehr
Mit der Frankfurter Straße (B 8), der Ostheimer Straße und der Rösrather Straße (L 284) ist der Ort an das Kölner Straßennetz angeschlossen. Obwohl mehrere Autobahnen das Ortsgebiet streifen, hat Ostheim keinen eigenen Bundesautobahnanschluss. Die Bundesautobahnen 3, 4 und 559 sind innerhalb von wenigen Minuten über Nachbarstadtteile zu erreichen.
Die Haltestelle Ostheim der Kölner Verkehrs-Betriebe ist eine der Hauptumstiegshaltestellen im rechtsrheinischen Stadtgebiet, denn die Stadtbahnlinie 9 und die KVB-Buslinien 151, 152, 157 und 191 kreuzen sich dort. Die Stadtbahnlinie verbindet Ostheim in dreizehn Minuten mit der Kölner Innenstadt. Mit den Buslinien können viele rechtsrheinische Stadtteile ohne weiteres Umsteigen erreicht werden. Seit Dezember 2014 verbindet die neue Buslinie 191 das neue etwas abgelegene Waldbadviertel mit dem Ortszentrum des Stadtteils.
| Linie | Verlauf / Anmerkungen | Takt (Mo–Fr) |
| ----- | --- | ------------ |
| 9     | Sülz – Zülpicher Straße/Gürtel – Universität – Dasselstraße/Bahnhof Süd – Zülpicher Platz – Neumarkt – Heumarkt – U Bf. Deutz/Messe – U Deutz Technische Hochschule – U Kalk Post – U Kalk Kapelle – U Vingst – Ostheim – Rath/Heumar – Königsforst | 10 min       |

Über die an der Stadtteilgrenze zu Gremberghoven liegende S- und Regionalbahn-Station Köln Frankfurter Straße werden mit den Linien S 19 und RB 25 direkte Verbindungen zum Flughafen Köln/Bonn, nach Troisdorf, zum Kölner Hauptbahnhof und ins Bergische Land ermöglicht.

### Bildung und Betreuung
Im 1981 erbauten Schulzentrum Ostheim sind das Heinrich-Heine-Gymnasium und die Albert-Schweitzer-Realschule beheimatet. Das Schulzentrum verfügt über eine dreiteilige Mehrzweckhalle, zwei kleine Mehrzweckhallen sowie eine große Außensportanlage, die auch für externe Sportveranstaltungen genutzt wird. Die vorher ebenfalls dort ansässige Kurt-Tucholsky-Hauptschule musste aus Platzmangel im Jahre 2007 nach Neubrück umziehen. An der Edisonstraße richtete die Stadt Köln eine Zweigstelle der Martin-Köllen-Förderschule in direkter Nachbarschaft zu den Grundschulen Zehnthofstraße ein. Nachdem die Nebenstelle der Förderschule im Sommer 2014 nach Humboldt/Gremberg verlegt wurde nutzen seitdem die James-Krüss-Grundschule (Gemeinschaftsgrundschule) und die Katholische Grundschule Zehnthofstraße das Gelände alleine. Neben zwei katholischen Kindergärten existieren ein städtischer Kindergarten sowie eine Kinderkrippe.

### Soziale Projekte
Seit 1958 besteht am Buchheimer Weg die Offene Tür (OT) Ostheim, in der Kindern und Jugendlichen vielseitige Freizeitgestaltungsmöglichkeiten sowie Jugendberufshilfe und Hausaufgabenhilfe angeboten werden. Die OT arbeitet mit vier hauptamtlichen Betreuern und bis zu zehn Honorarkräften. Die Einrichtung wird vom kirchlichen Verein Zu den heiligen Engeln und St. Servatius e. V. getragen.
Der Anfang der 1990er-Jahre gegründete Verein Veedel e. V. richtete im Ort neben einem Stadtteilbüro, an das sich bedürftige und ratsuchende Bürger wenden können, auch zwei Jobbörsen, eine Kleiderkammer und einen Jugendpavillon ein. Das mit 20 ehrenamtlichen und einem hauptamtlichen Sozialarbeiter arbeitende Projekt erhielt im Jahr 2002 den Preis „Soziale Stadt 2002“ des Landes Nordrhein-Westfalen.
Im Lied Dä Manni us Ossheim besingen die Bläck Fööss 1979 den Stadtteil und seine Sozialstruktur.

### Öffentliche Sicherheit und Rettung
Im Jahre 2003 wurde am Hardtgenbuscher Kirchweg die Feuerwache 8 der Berufsfeuerwehr Köln eingerichtet. Der zusätzliche Bau war erforderlich, da für die östlichen Stadtteile durch die umliegenden Feuerwachen kein ausreichender Brandschutz in der notwendigen Schnelligkeit gewährleistet werden konnte. Ostheim ist der Standort der Rettungswache Köln der Johanniter-Unfall-Hilfe. Der Ort wird von der Polizei-Inspektion Südost betreut, die einen Bezirksbeamten als Kontaktperson zur Bevölkerung Ostheims einsetzt.

### Geschäftswelt und Gewerbe
Das an der Hauptkreuzung Rösrather/Frankfurter Straße 1996 fertiggestellte Rundhaus sowie die gegenüberliegende 1976 erbaute Ladenzeile an der Sparkasse KölnBonn gelten als Zentrum des Stadtteils. Neben zirka einem Dutzend dort angesiedelter Einzelhandelsgeschäfte sind im übrigen Stadtteilgebiet drei Supermärkte, zwei Tankstellen und mehrere andere Fachhändler ansässig. In Ostheim werden zehn Gastwirtschaften und vier Restaurants betrieben.
In den frühen 1970er-Jahren war der Bau umfangreicher Produktionsanlagen des Nutzfahrzeugherstellers Klöckner-Humboldt-Deutz im Südosten des Ortes geplant. Wegen finanzieller Schwierigkeiten des Konzerns wurde dieses Vorhaben nicht verwirklicht. Das nicht benötigte zirka 2,5 Hektar große Freiland wurde seitens der Stadt Köln zur Gewerbefläche deklariert. Trotz intensiver jahrzehntelanger Bemühungen, im neu entstandenen Gewerbegebiet Herkenrathweg kleine oder mittelständische Unternehmen anzusiedeln, wurden dort nur einige kleinere Betriebe ansässig. Das übrige Stadtteilgebiet ist im Flächennutzungsplan als Wohnbau- oder Gemeinbedarfsfläche ausgewiesen, sodass dort keine neue Gewerbeansiedlung möglich ist.

## Kultur und Sehenswürdigkeiten

### Vereine
Neben dem Fußballverein SSV Ostheim 1931 e. V., der seit 2007 über eine neue Vereinsanlage an der Servatiusstraße verfügt, der Sportschützengesellschaft Köln-Ostheim 1963 e. V. und dem Turn- und Sportverein DJK Ostheim ist im Ort auch der Tierschutzverein Menschen für Tiere e. V und Pit Bull & Co. beheimatet. Die Kolpingsfamilie Ostheim feierte im Juni 2007 ihr 50-jähriges Bestehen.

### Regelmäßige Veranstaltungen
Vom Förderverein für den Ostheimer Karnevalsumzug wird der jährliche Umzug am Karnevalssonntag organisiert. Das örtliche Schützenfest findet traditionell am Wochenende nach Pfingsten statt. Die Initiative Veedel e. V. veranstaltet mit der Unterstützung von örtlichen Vereinen und Gewerbetreibenden das Ostheimer Bürgerfest „Wir sind Ostheim“.

### Grünanlagen
Der 64 Meter hohe Vingster Berg, ein aus Trümmern aus dem Zweiten Weltkrieg aufgeschütteter bewaldeter Hügel, ist Teil eines mit Spazierwegen durchzogenen Grüngürtels, der an Merheim, Höhenberg und Vingst grenzt. Ein Rundweg auf der Fläche des ehemaligen Gutes Plantage am Herkenrathweg verläuft an landwirtschaftlich genutzten Flächen sowie an zahlreichen verwilderten Obstbäumen vorbei. Die große Kleingartenanlage Alter-Deutzer-Postweg liegt im Südwesten des Ortes.

### Bauwerke und Denkmäler

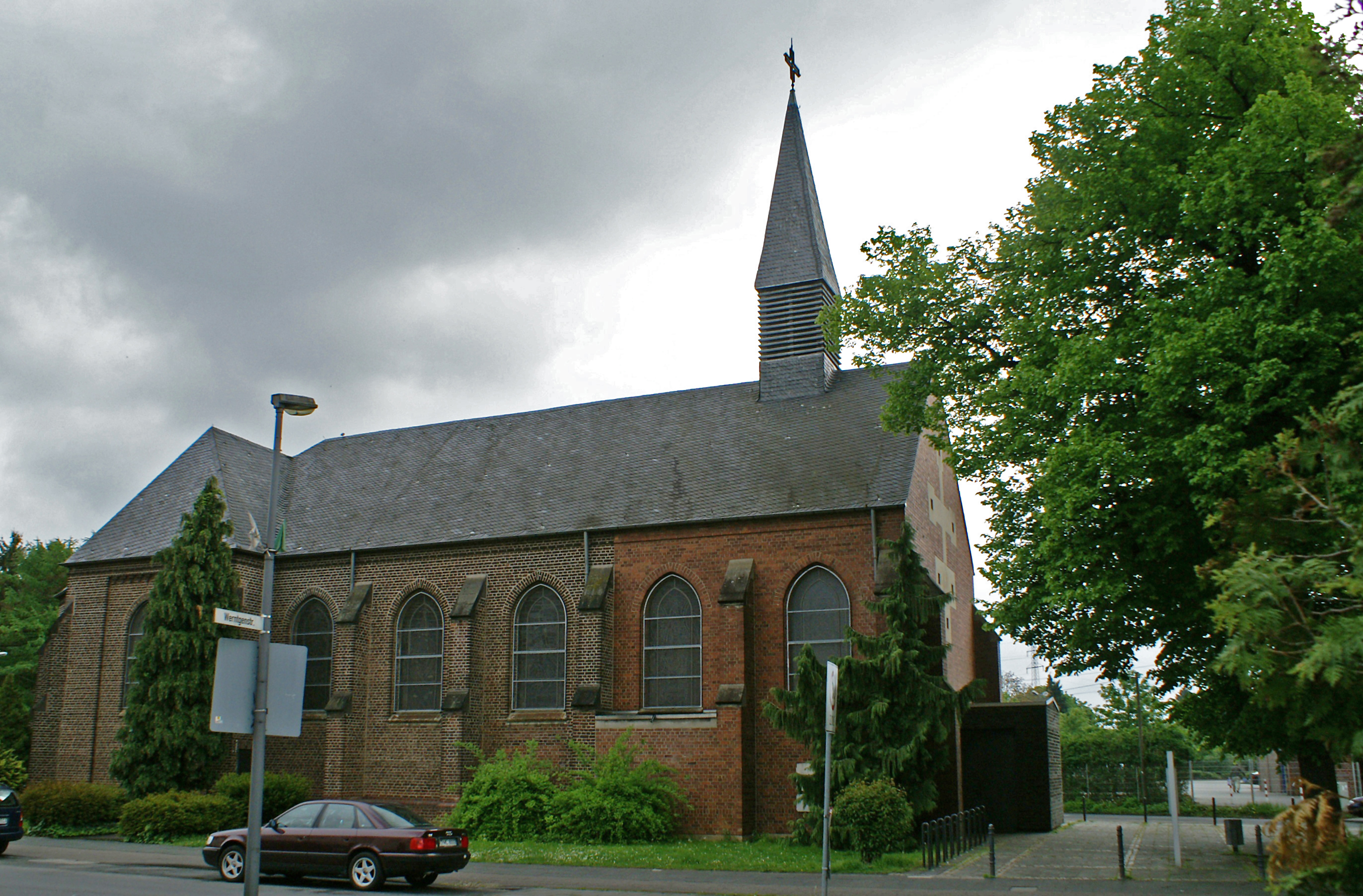
St. Servatius

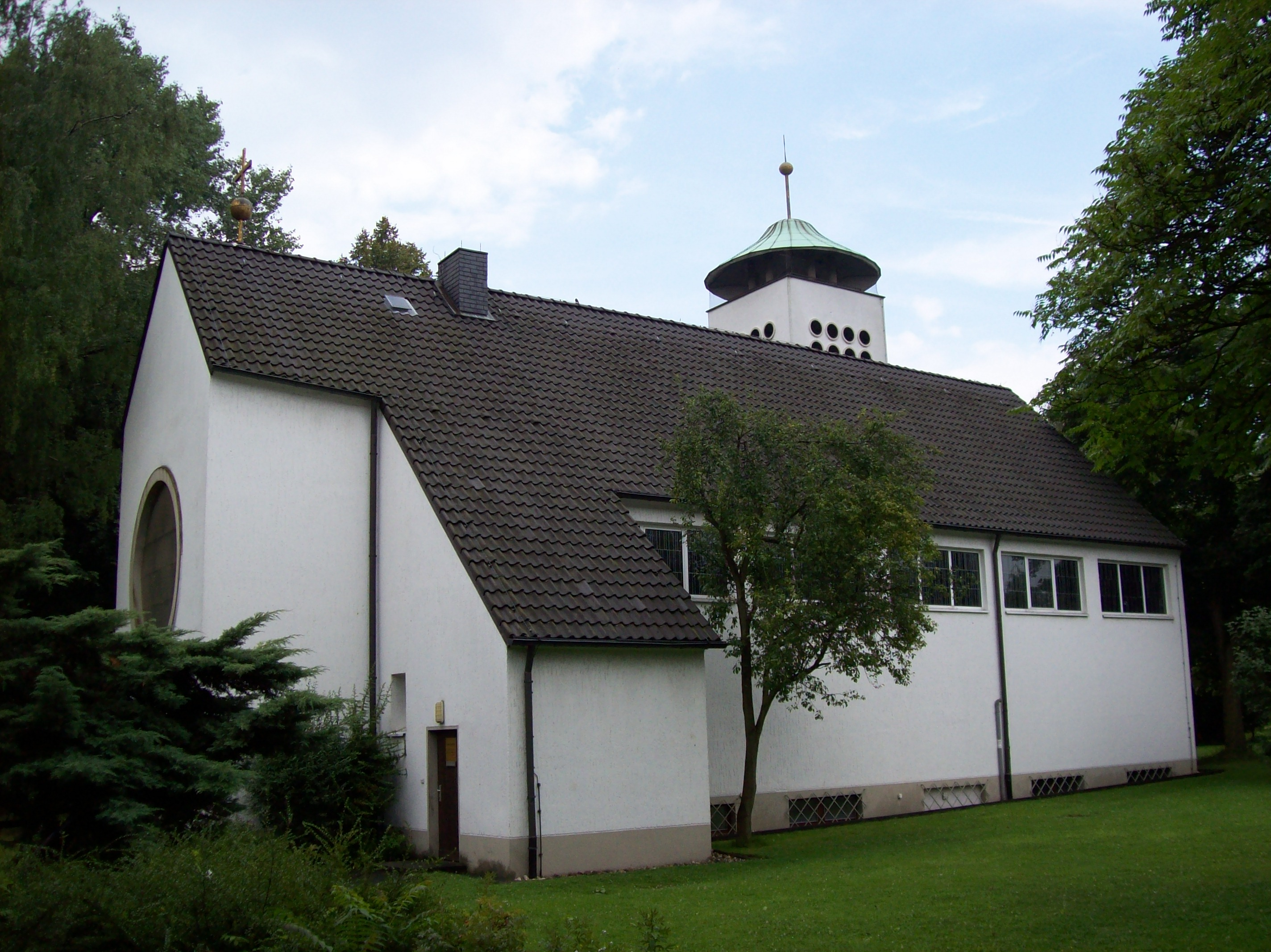
Auferstehungskirche

#### Sakralbauten
Die neugotische schlichte Backsteinkirche St. Servatius wurde im Jahre 1906 nach Plänen des Diözesanbaumeisters Franz Statz erbaut und am 23. Dezember 1906 geweiht. Von 1962 bis 1964 wurde das Kirchenschiff nach Plänen des Architekten Kurt Faber um zwei Joche erweitert. Zum Abschluss der Umbaumaßnahmen wurde ein Marmoraltar der Kölner Kirche St. Peter übernommen. Anstatt eines Turmes wurde auf das Satteldach des Kirchenschiffes ein hoher Glockenreiter gesetzt.
In den Jahren 1960/61 bauten die Architekten Josef Bernard und Fritz Schaller die schlichte Hallenkirche Zu den Heiligen Engeln am Buchheimer Weg. Auf das Satteldach sitzt ein Glockenreiter mit spitzem Helm, welcher seit 1960 von einem aus Kupferblech gefertigten Engel gekrönt wird. Die 1868 von der Firma Franz Sonrek erbaute und 1965 gründlich überholte Orgel mit sieben Registern wurde 1977 von St. Servatius übernommen. Alle Fenster der Kirche wurden von 1986 bis 1988 von Paul Weigmann gestaltet.
Die evangelische Auferstehungskirche in der Heppenheimer Straße wurde von dem Hamburger Architekten Gerhard Langmaack geplant und nach neun Monaten Bauzeit am 21. März 1954 geweiht. Der mit einem Spitzdach versehene schmucklose Ziegelbau ist weiß verputzt. Der markante, an das Kirchenschiff angesetzte quadratische Turm wird von einem runden Helmdach gekrönt. An den Seiten des Turmes befinden sich jeweils zwölf kreisrunde Öffnungen, die eine gute Klangabstrahlung des Geläutes gewährleisten.

#### Industriedenkmal

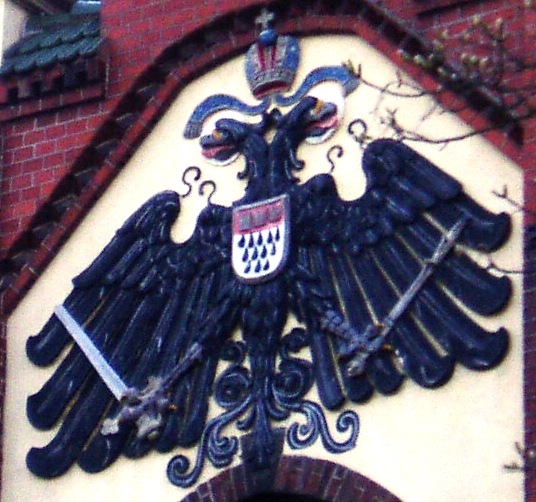
Stadtwappen

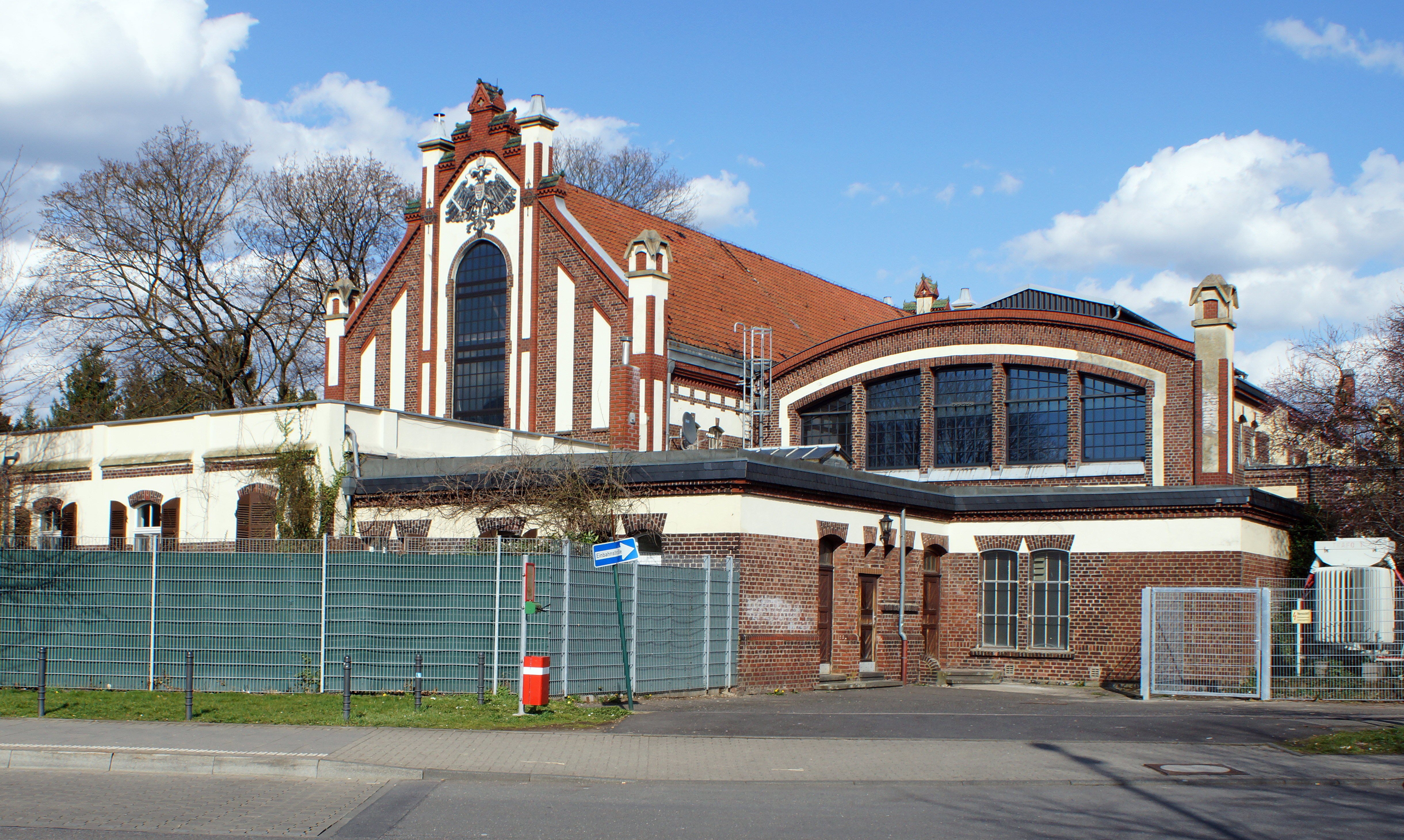
Kraftwerk Ostheim

Das im Jahre 1904 von der Stadt Köln erbaute Dampfkraftwerk in unmittelbarer Nähe der Stadtbahnhaltestelle verlor schon am 1. April 1912 seine Hauptaufgabe, die Stromversorgung der umliegenden Stadtteile, da seitens der Stadt ein langfristiger Stromlieferungsvertrag mit der Rheinischen AG für Braunkohlebergbau und Brikettfabrikation geschlossen wurde. Es dient heute als Umspannwerk der RheinEnergie AG für die Stromeinspeisung in das Stadtbahnnetz Köln. Die Kölner Verkehrsbetriebe nutzen Teile des Gebäudes als Bauhof. Ein weiterer Teil des Hauses dient als Künstleratelier. Die Giebelwände sind mit dem alten Kölner Wappen verziert. Das rückseitige Wappen zeigt im unteren Feld zwölf Flammen anstatt der heraldisch richtigen elf.

#### Meilenstein

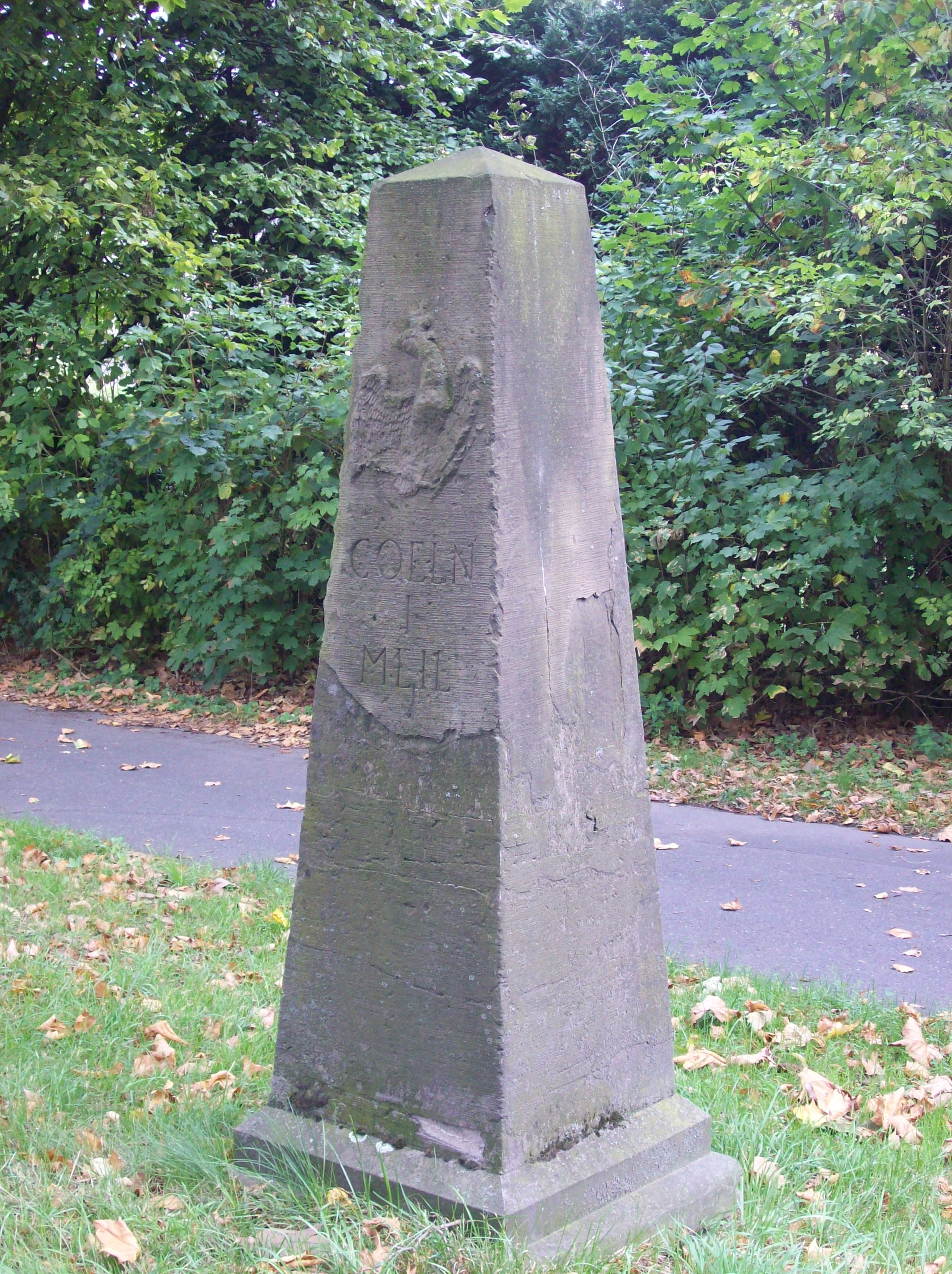
Meilenstein

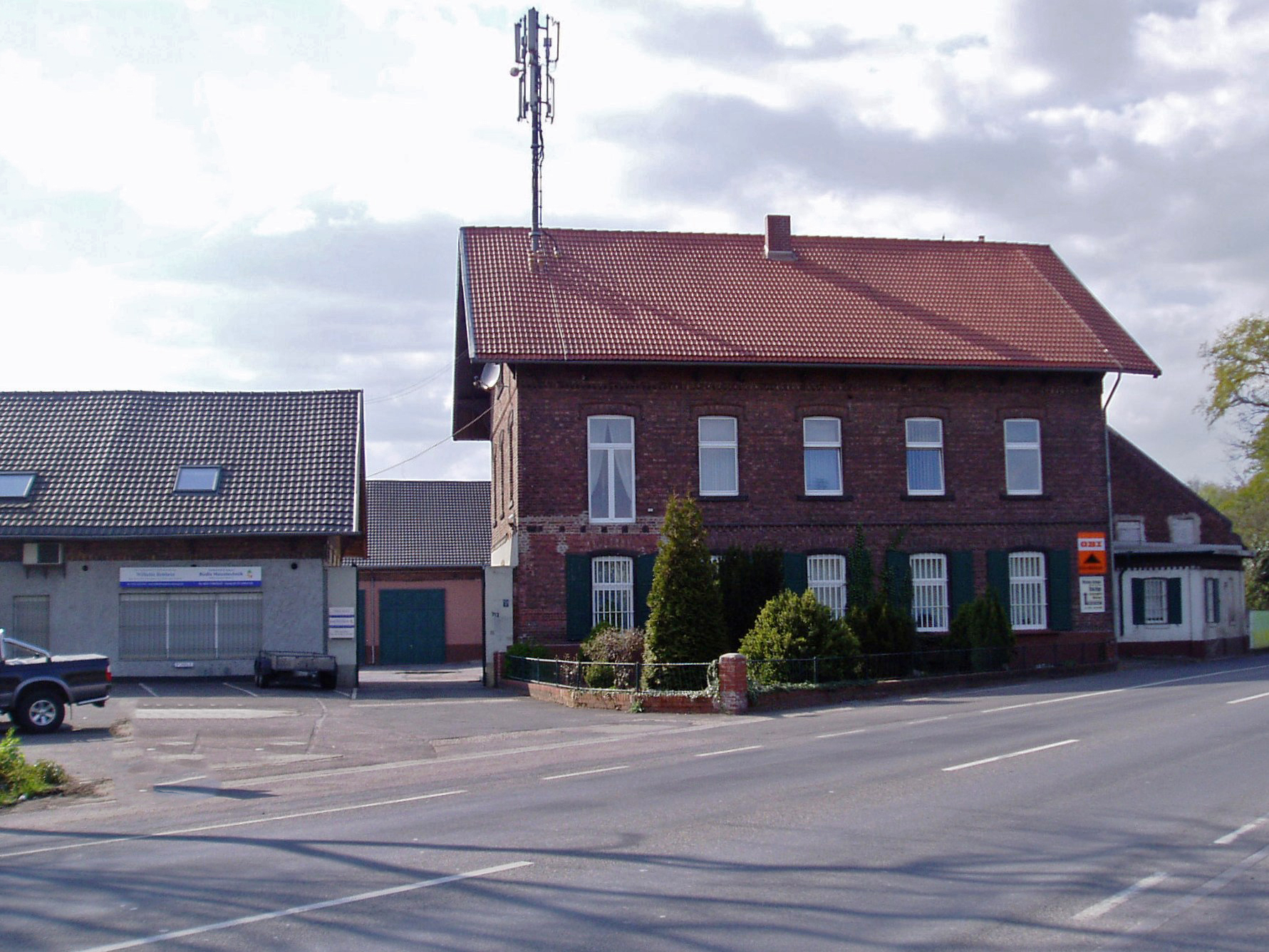
Gutshof Plantage

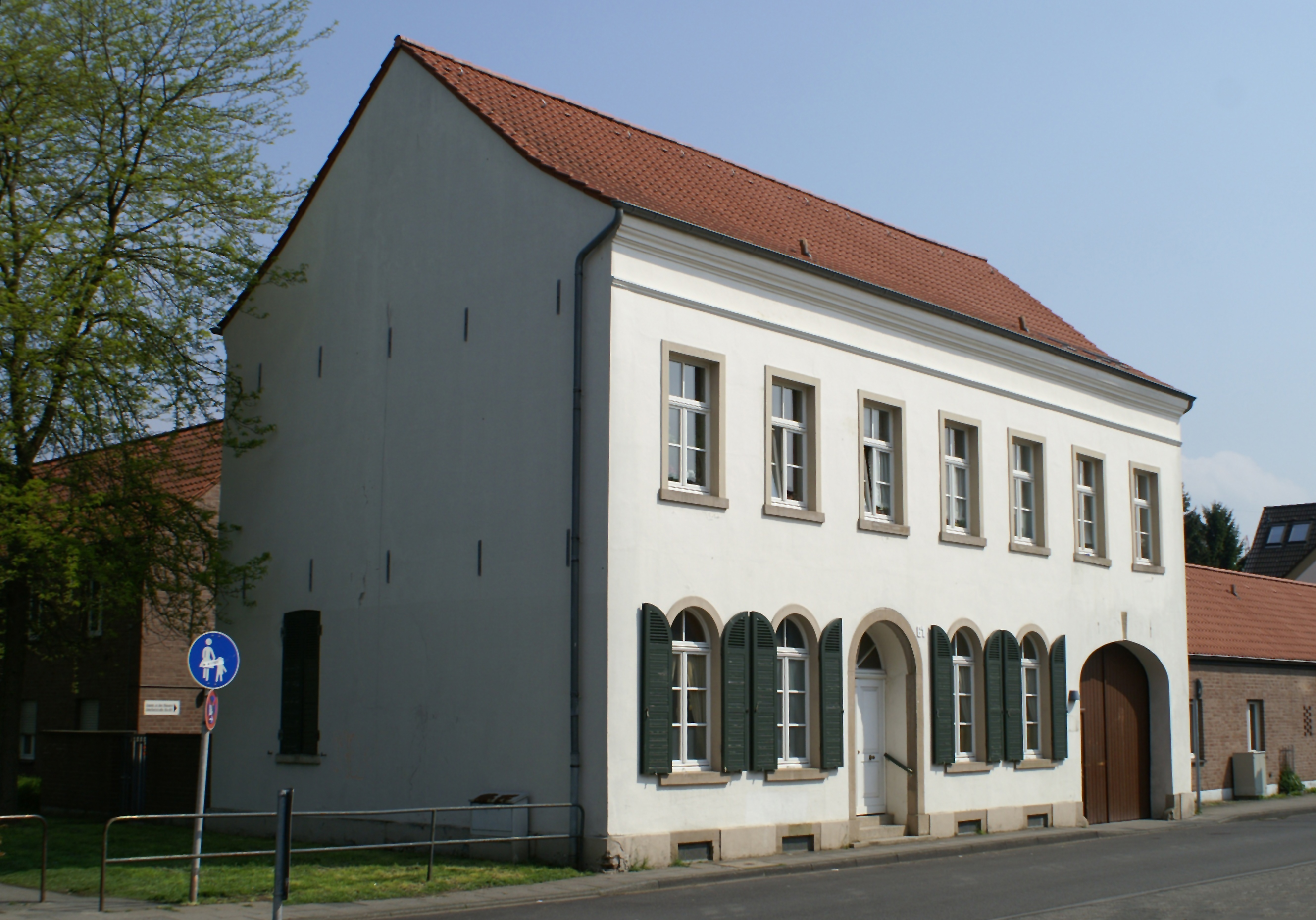
Herrenhaus des Meierhofs

Im Jahre 1818 wurde an der Ecke Bensheimer-/Frankfurter Straße ein preußischer Ganzmeilenobelisk aus Trachyt-Gestein aufgestellt. Von diesem Meilenstein beträgt die Entfernung nach Köln eine preußische Meile (7532,48 m). Bedingt durch den weichen Stein ist das Denkmal stark verwittert und sanierungsbedürftig. Bei einem früheren Restaurierungsversuch wurde das letzte „e“ von Meile entfernt, deshalb lautet die Inschrift unterhalb des preußischen Adlers nun: „Cöln 1 Meil“.

#### Profanbauten
Auf dem 1850 durch den Kölner Metallgroßhändler Clemens Schmits neu erbauten Gutshof Plantage an der Frankfurter Straße 912 wird seit Anfang der 1990er-Jahre keine Landwirtschaft mehr betrieben. An gleicher Stelle stand vor 1850 der Hardtgenbuscher Hof, der abgerissen wurde. Das Gut wurde von Kaufmann Schmits als Landsitz „im Grünen“ benutzt. Die landwirtschaftlich genutzten Gebäude wurden verpachtet. Am Wohngebäude des Hofes wurde ein Eckbalkon mit Eisengittern angesetzt, der Überblick über das bei städtischen Hobbyjägern beliebte Gut Große Plantage ermöglichte. In den erhaltenen Backsteingebäuden haben sich ein Reifenhändler, eine Betonpumpenvermietung und einige andere Kleinunternehmen niedergelassen.
Das denkmalgeschützte Herrenhaus des 1846 erbauten Meierhofs an der Zehnthofstraße 61 wurde in den 1990er-Jahren saniert und zu seniorengeeignetem Wohnraum umgebaut. Die anderen Teile der Hofanlage wurden zeitgleich abgerissen und durch Neubauten ersetzt. Fälschlicherweise wird dieses Hofgebäude oft mit dem Zehnthof verwechselt, der Ende des 19. Jahrhunderts abgebrannt ist. Das Wohnhaus sowie ein Wirtschaftsgebäude des ehemaligen Bauernhof Lussem an der Zehnthofstraße 75 sind ebenfalls noch komplett erhalten.

## Persönlichkeiten
- Manuel Andrack (* 1965), Redakteur, Moderator und Autor, aufgewachsen in Ostheim[42]
- Gerhard Bork (1917–2004), Kirchenmusiker
- Michael Buthe (1944–1994), Maler und Bildhauer, lebte und arbeitete in Ostheim
- Oswald Gilles (1926–2020), Chorleiter
- Baymirza Hayit (1917–2006), Historiker
- Ertay Hayit (1954), Journalist, Verleger und Autor, lebt und arbeitet in Ostheim
- Carolin Kebekus (* 1980), Komikerin, in Ostheim aufgewachsen
- Helmut Kickton (* 1956), Kirchenmusiker, geboren in Köln-Ostheim[43]
- Udo Kier (* 1944), Filmschauspieler, lebte bis Mitte der 1990er-Jahre in Ostheim
- Marcel Odenbach (* 1953), Videokünstler, lebt und arbeitet in Ostheim
- Herbert Rösler (1924–2006), Künstler, gründete in Ostheim die Gruppe 91
- Christian Sickel (1958–2022), Autor und Unternehmensberater, aufgewachsen in Ostheim
- Gustav Adolf Theill (1924–1997), Kirchenmusiker an der Auferstehungskirche Köln-Ostheim
- Ron-Robert Zieler (* 1989), deutscher Fußballprofi und Nationalspieler, aufgewachsen in Ostheim
- Susana dos Santos Herrmann (* 1968), ehemalige Landtagsabgeordnete in NRW und Ratsmitglied der Stadt Köln